# Eishockey-Weltmeisterschaft der Herren 2018
Die 82. Eishockey-Weltmeisterschaften der Herren der Internationalen Eishockey-Föderation IIHF waren die Eishockey-Weltmeisterschaften des Jahres 2018. Das Turnier der Top-Division mit 16 Nationalmannschaften, darunter erstmals Südkorea, fand vom 4. bis 20. Mai 2018 in Dänemark statt. Insgesamt nahmen zwischen Februar und Mai 2018 50 Nationalmannschaften an den sieben Turnieren der Top-Division und der Divisionen I bis III teil. Mit Kuwait und Turkmenistan nahmen zwei Nationen erstmals an einer Weltmeisterschaft teil.
Das Turnier der Top-Division mit 16 Nationalmannschaften fand vom 4. bis 20. Mai 2018 in der dänischen Hauptstadt Kopenhagen und in Herning statt. Die weiteren Turniere fanden zwischen Februar und April 2018 in Budapest, Kaunas, Tilburg, Granada, Kapstadt und Sarajevo statt.

## Teilnehmer, Austragungsorte und -zeiträume
- Top-Division: 4. bis 20. Mai 2018 in Kopenhagen und Herning, Dänemark
Teilnehmer:  Belarus,  Dänemark,  Deutschland,  Finnland,  Frankreich,  Kanada,  Lettland,  Norwegen,  Österreich (Aufsteiger),  Russland,  Schweden (Titelverteidiger),  Schweiz,  Slowakei,  Südkorea (Aufsteiger),  Tschechien,  USA

- Division I
  - Gruppe A: 22. bis 28. April 2018 in Budapest, Ungarn
Teilnehmer:  Großbritannien (Aufsteiger),  Italien (Absteiger),  Kasachstan,  Polen,  Slowenien (Absteiger),  Ungarn
  - Gruppe B: 22. bis 28. April 2018 in Kaunas, Litauen
Teilnehmer:  Estland,  Japan,  Kroatien,  Litauen,  Rumänien (Aufsteiger),  Ukraine (Absteiger)

- Division II
  - Gruppe A: 23. bis 29. April 2018 in Tilburg, Niederlande
Teilnehmer:  Australien,  Belgien,  Volksrepublik China (Aufsteiger),  Island,  Niederlande (Absteiger),  Serbien
  - Gruppe B: 14. bis 20. April 2018 in Granada, Spanien
Teilnehmer:  Israel,  Luxemburg (Aufsteiger),  Mexiko,  Neuseeland,  Nordkorea,  Spanien (Absteiger)

- Division III: 16. bis 22. April 2018 in Kapstadt, Südafrika
Teilnehmer:  Bulgarien,  Republik China (Taiwan),  Georgien,  Hongkong,  Südafrika,  Türkei (Absteiger)

- Qualifikation zur Division III: 25. bis 28. Februar 2018 in Sarajevo, Bosnien und Herzegowina
Teilnehmer:  Bosnien und Herzegowina (Absteiger; erste Teilnahme seit 2016),  Kuwait (Neuling),  Turkmenistan (Neuling),  Vereinigte Arabische Emirate (Absteiger)

## Modus
In der Top-Division qualifizieren sich die vier besten Mannschaften jeder Gruppe direkt für das Viertelfinale. Die Gesamtanzahl der Spiele beträgt 64 Partien.
In den Divisionen I und II werden die jeweils zwölf Mannschaften qualitativ in je zwei Gruppen zu sechs Teams aufgeteilt. Dies geschieht auf Grundlage der Abschlussplatzierungen der Weltmeisterschaften des Jahres 2017. Die Division III spielt mit sechs Mannschaften. In der Qualifikation zur Division III spielen vier Mannschaften um einen Platz in der Division III 2019.
Aus der Top-Division steigen die beiden Letzten der zwei Vorrundengruppen in die Division I A ab. Die Slowakei als Gastgeber der Weltmeisterschaft 2019 kann dabei nicht absteigen. Aus selbiger steigen die beiden Erstplatzierten zum nächsten Jahr in die Top-Division auf, während der Sechstplatzierte in die Division I B absteigt. Im Gegenzug steigt der Gewinner der Division I B in die Division I A auf. Aus der Division I B steigt ebenfalls der Letzte in die Division II A ab. Die Aufstiegsregelung der Division I B mit einem Auf- und Absteiger gilt genauso für die Divisionen II A und II B.

## Top-Division
Die 82. Eishockey-Weltmeisterschaft der Herren fand zwischen dem 4. und dem 20. Mai 2018 in der dänischen Hauptstadt Kopenhagen und in Herning statt. Die Spielorte waren die Royal Arena in Kopenhagen mit 12.500 Plätzen sowie die 11.000 Zuschauer fassende Jyske Bank Boxen in Herning. Insgesamt besuchten 520.481 Zuschauer die 64 Turnierspiele, was einem Schnitt von 8.132 pro Partie entspricht.
Den Titel sicherte sich zum insgesamt elften Mal Schweden, das im Finale die Schweiz mit 3:2 im Penaltyschießen bezwang. Die Schweden wiederholten damit den Titelgewinn des Vorjahres, während die Schweiz wie schon 2013 mit der Silbermedaille nach Hause zurückkehrte. Den dritten Rang sicherte sich die USA, die durch den 4:1-Sieg über Kanada zum dritten Mal in den letzten sechs Jahren die Bronzemedaille gewann.
Bereits nach dem sechsten von sieben Spieltagen stand die belarussische Mannschaft als erster Absteiger in die Division I fest. Der Abstieg nach 14 Jahren Erstklassigkeit wurde durch die 0:4-Niederlage im vorletzten Spiel gegen Österreich besiegelt, obwohl die Belarussen nach dem dritten Spiel ihren Cheftrainer Dave Lewis entlassen und durch seinen bisherigen Assistenten Sergei Puschkow ersetzt hatten. Dem Team aus dem Alpenland gelang damit erstmals seit 2004 der Klassenerhalt in der Top-Division. Gleichzeitig waren die Österreicher der erste Aufsteiger seit Frankreich im Jahr 2008, der den Klassenerhalt in der höchsten Stufe der Weltmeisterschaften schaffte. Als zweiter Absteiger musste WM-Neuling Südkorea den direkten Gang zurück in die Division I antreten. Die Ostasiaten verloren alle sieben Turnierspiele.

### Teilnehmer
Am Turnier nahmen die besten 14 Mannschaften der Vorjahres-Weltmeisterschaft sowie die beiden Erstplatzierten des Turniers der A-Gruppe der Division I des Vorjahres teil:
| 13 aus Europa     | Belarus                                   | Dänemark (Gastgeber)                      | Deutschland                               | Finnland                                    |
| 13 aus Europa     | Frankreich                                | Lettland                                  | Norwegen                                  | Österreich (Aufsteiger aus der Division IA) |
| 13 aus Europa     | Russland                                  | Schweden (Titelverteidiger)               | Schweiz                                   | Slowakei                                    |
| 13 aus Europa     | Tschechien                                |                                           |                                           |                                             |
| 2 aus Nordamerika | Kanada                                    | Kanada                                    | USA                                       | USA                                         |
| 1 aus Asien       | Südkorea (Aufsteiger aus der Division IA) | Südkorea (Aufsteiger aus der Division IA) | Südkorea (Aufsteiger aus der Division IA) | Südkorea (Aufsteiger aus der Division IA)   |

Gruppeneinteilung
Die Gruppeneinteilung der Vorrunde wurde auf Basis der nach Abschluss der Weltmeisterschaft 2017 aktuellen IIHF-Weltrangliste festgelegt. Dabei tauschten Frankreich und Dänemark die Gruppen, damit Dänemark und Schweden nicht in derselben Gruppe spielten.
| Gruppe A (Kopenhagen) | Gruppe B (Herning) |
| Russland (2)          | Kanada (1)         |
| Schweden (3)          | Finnland (4)       |
| Tschechien (6)        | USA (5)            |
| Schweiz (7)           | Deutschland (8)    |
| Belarus (10)          | Norwegen (9)       |
| Slowakei (11)         | Lettland (12)      |
| Frankreich (13)       | Dänemark (14)      |
| Österreich (16)       | Südkorea (21)      |

In Klammern ist der jeweilige Weltranglistenplatz angegeben.

### Austragungsorte
| Kopenhagen |

| Herning |

| Kopenhagen |

| Herning |

### Vorrunde
Die Vorrunde der Weltmeisterschaft startete am 4. Mai, beendet wurde die Vorrunde elf Tage später am 15. Mai.

#### Gruppe A
| 4. Mai 2018 16:15 Uhr (Ortszeit) | Russland K. Kaprisow (7:08) P. Butschnewitsch (8:18) J. Dadonow (10:22) K. Kaprisow (37:59) A. Barabanow (42:26) M. Schalunow (44:50) A. Anissimow (57:13) | 7:0 (3:0, 1:0, 3:0) Spielbericht | Frankreich | Royal Arena, Kopenhagen Zuschauer: 6.453 |

| 4. Mai 2018 20:15 Uhr | Schweden L. Andersson (9:17) G. Nyquist (9:45) M. Janmark (23:49) R. Rakell (33:45) M. Zibanejad (56:11) | 5:0 (2:0, 2:0, 1:0) Spielbericht | Belarus | Royal Arena, Kopenhagen Zuschauer: 10.884 |

| 5. Mai 2018 12:15 Uhr | Schweiz N. Niederreiter (18:28) G. Haas (24:14) E. Corvi (63:18) | 3:2 n. V. (1:0, 1:1, 0:1, 1:0) Spielbericht | Österreich D. Zwerger (34:40) M. Ganahl (46:28) | Royal Arena, Kopenhagen Zuschauer: 5.019 |

| 5. Mai 2018 16:15 Uhr | Frankreich D. Fleury (3:33) S. Da Costa (13:33) L. Lampérier (38:42) A. Manavian (42:17) A. Guttig (47:57) J. Perret (57:56) | 6:2 (2:1, 1:0, 3:1) Spielbericht | Belarus A. Paulowitsch (19:36) P. Warabej (54:46) | Royal Arena, Kopenhagen Zuschauer: 6.529 |

| 5. Mai 2018 20:15 Uhr | Tschechien D. Kubalík (21:04) M. Nečas (59:50) D. Jaškin (62:09) | 3:2 n. V. (0:1, 1:1, 1:0, 1:0) Spielbericht | Slowakei M. Krištof (7:33) A. Sekera (25:29) | Royal Arena, Kopenhagen Zuschauer: 12.490 |

| 6. Mai 2018 12:15 Uhr | Österreich | 0:7 (0:3, 0:3, 0:1) Spielbericht | Russland M. Grigorenko (9:34) A. Anissimow (11:42) A. Barabanow (13:19) M. Grigorenko (23:52) K. Kaprisow (29:07) M. Mamin (37:58) I. Michejew (53:55) | Royal Arena, Kopenhagen Zuschauer: 9.502 |

| 6. Mai 2018 16:15 Uhr | Schweden R. Rakell (4:49) M. Janmark (7:13) M. Zibanejad (43:11) | 3:2 (2:0, 0:1, 1:1) Spielbericht | Tschechien F. Hronek (33:10) T. Hyka (55:46) | Royal Arena, Kopenhagen Zuschauer: 12.490 |

| 6. Mai 2018 20:15 Uhr | Slowakei | 0:2 (0:1, 0:1, 0:0) Spielbericht | Schweiz T. Scherwey (11:06) M. Müller (20:22) | Royal Arena, Kopenhagen Zuschauer: 10.915 |

| 7. Mai 2018 16:15 Uhr | Belarus | 0:6 (0:1, 0:3, 0:2) Spielbericht | Russland P. Dazjuk (5:27) M. Schalunow (25:55) I. Kablukow (29:25) P. Dazjuk (39:26) M. Mamin (45:16) K. Kaprisow (47:37) | Royal Arena, Kopenhagen Zuschauer: 6.360 |

| 7. Mai 2018 20:15 Uhr | Schweden R. Rakell (0:24) M. Backlund (5:54) O. Ekman Larsson (27:51) E. Pettersson (55:40) | 4:0 (2:0, 1:0, 1:0) Spielbericht | Frankreich | Royal Arena, Kopenhagen Zuschauer: 7.218 |

| 8. Mai 2018 16:15 Uhr | Österreich B. Lebler (1:33) P. Schneider (41:43) | 2:4 (1:1, 0:2, 1:1) Spielbericht | Slowakei M. Haščák (4:13) T. Jurčo (22:13) C. Jaroš (29:00) M. Krištof (59:29) | Royal Arena, Kopenhagen Zuschauer: 6.094 |

| 8. Mai 2018 20:15 Uhr | Tschechien D. Kubalík (16:21) M. Moravčík (24:09) D. Jaškin (27:43) M. Řepík (34:26) M. Řepík (PS) | 5:4 n. P. (1:1, 3:3, 0:0, 0:0, 1:0) Spielbericht | Schweiz N. Niederreiter (11:13) G. Hofmann (20:47) S. Moser (22:07) N. Niederreiter (27:21) | Royal Arena, Kopenhagen Zuschauer: 6.226 |

| 9. Mai 2018 16:15 Uhr | Schweiz J. Vermin (1:37) S. Andrighetto (18:40) J. Vermin (39:45) E. Corvi (42:29) T. Meier (46:44) | 5:2 (2:2, 1:0, 2:0) Spielbericht | Belarus G. Platt (5:54) A. Paulowitsch (10:46) | Royal Arena, Kopenhagen Zuschauer: 5.445 |

| 9. Mai 2018 20:15 Uhr | Schweden A. Kempe (9:47) M. Janmark (17:11) R. Rakell (22:42) R. Rakell (28:53) G. Nyquist (29:17) M. Zibanejad (47:50) M. Pääjärvi-Svensson (53:59) | 7:0 (2:0, 3:0, 2:0) Spielbericht | Österreich | Royal Arena, Kopenhagen Zuschauer: 8.547 |

| 10. Mai 2018 16:15 Uhr | Slowakei D. Bondra (5:37) D. Buc (22:03) M. Čajkovský (59:50) | 3:1 (1:0, 1:1, 1:0) Spielbericht | Frankreich V. Claireaux (33:39) | Royal Arena, Kopenhagen Zuschauer: 5.855 |

| 10. Mai 2018 20:15 Uhr | Tschechien D. Krejčí (14:41) D. Jaškin (18:39) D. Pastrňák (24:17) D. Pastrňák (63:23) | 4:3 n. V. (2:1, 1:2, 0:0, 1:0) Spielbericht | Russland N. Nesterow (1:11) M. Grigorenko (21:00) A. Barabanow (25:49) | Royal Arena, Kopenhagen Zuschauer: 12.490 |

| 11. Mai 2018 16:15 Uhr | Frankreich D. Fleury (10:00) S. Treille (13:10) D. Fleury (34:11) T. Da Costa (37:49) S. Treille (41:06) | 5:2 (2:1, 2:1, 1:0) Spielbericht | Österreich T. Hundertpfund (3:32) M. Raffl (31:22) | Royal Arena, Kopenhagen Zuschauer: 5.780 |

| 11. Mai 2018 20:15 Uhr | Belarus | 0:3 (0:3, 0:0, 0:0) Spielbericht | Tschechien L. Šulák (8:13) R. Horák (15:53) M. Řepík (18:43) | Royal Arena, Kopenhagen Zuschauer: 5.636 |

| 12. Mai 2018 12:15 Uhr | Slowakei T. Jurčo (10:32) M. Ďaloga (36:40) L. Nagy (46:54) | 3:4 n. V. (1:2, 1:1, 1:0, 0:1) Spielbericht | Schweden D. Everberg (15:14) G. Nyquist (18:06) J. de la Rose (24:53) M. Zibanejad (64:18) | Royal Arena, Kopenhagen Zuschauer: 12.490 |

| 12. Mai 2018 16:15 Uhr | Österreich L. Viveiros (4:14) K. Komarek (30:38) M. Raffl (34:38) D. Zwerger (39:36) | 4:0 (1:0, 3:0, 0:0) Spielbericht | Belarus | Royal Arena, Kopenhagen Zuschauer: 7.370 |

| 12. Mai 2018 20:15 Uhr | Russland K. Kaprisow (22:22) J. Dadonow (27:47) N. Nesterow (39:57) M. Grigorenko (56:07) | 4:3 (0:0, 3:1, 1:2) Spielbericht | Schweiz R. Untersander (26:35) S. Andrighetto (51:52) G. Haas (58:12) | Royal Arena, Kopenhagen Zuschauer: 12.366 |

| 13. Mai 2018 16:15 Uhr | Frankreich | 0:6 (0:3, 0:2, 0:1) Spielbericht | Tschechien D. Pastrňák (3:41) D. Pastrňák (7:58) D. Jaškin (14:11) R. Horák (21:37) R. Horák (27:41) M. Nečas (50:32) | Royal Arena, Kopenhagen Zuschauer: 6.252 |

| 13. Mai 2018 20:15 Uhr | Schweiz R. Untersander (38:32) R. Diaz (44:26) D. Kukan (59:17) | 3:5 (0:2, 1:1, 2:2) Spielbericht | Schweden J. Klingberg (5:24) P. Hörnqvist (9:18) M. Backlund (21:14) A. Larsson (52:59) M. Pääjärvi-Svensson (56:42) | Royal Arena, Kopenhagen Zuschauer: 12.255 |

| 14. Mai 2018 16:15 Uhr | Russland M. Mamin (11:10) N. Gussew (16:50) M. Schalunow (58:49) I. Michejew (59:44) | 4:0 (2:0, 0:0, 2:0) Spielbericht | Slowakei | Royal Arena, Kopenhagen Zuschauer: 7.732 |

| 14. Mai 2018 20:15 Uhr | Tschechien T. Hyka (0:31) F. Chytil (2:27) D. Kubalík (25:46) T. Hyka (49:51) | 4:3 (2:1, 1:0, 1:2) Spielbericht | Österreich K. Komarek (17:45) M. Raffl (50:53) M. Raffl (57:18) | Royal Arena, Kopenhagen Zuschauer: 3.843 |

| 15. Mai 2018 12:15 Uhr | Schweiz G. Hofmann (12:21) E. Corvi (15:09) R. Untersander (37:12) K. Fiala (42:21) S. Moser (53:46) | 5:1 (2:0, 1:0, 2:1) Spielbericht | Frankreich G. Leclerc (43:10) | Royal Arena, Kopenhagen Zuschauer: 6.573 |

| 15. Mai 2018 16:15 Uhr | Belarus A. Kitarau (32:24) G. Platt (35:00) J. Kawyrschyn (48:37) P. Warabej (50:18) | 4:7 (0:2, 2:0, 2:5) Spielbericht | Slowakei M. Bakoš (0:18) T. Jurčo (10:07) M. Bakoš (47:53) T. Jurčo (51:17) M. Hovorka (54:57) M. Ďaloga (55:48) M. Krištof (59:42) | Royal Arena, Kopenhagen Zuschauer: 4.857 |

| 15. Mai 2018 20:15 Uhr | Russland K. Kaprisow (2:44) | 1:3 (1:0, 0:2, 0:1) Spielbericht | Schweden M. Zibanejad (29:27) R. Rakell (36:04) M. Ekholm (58:55) | Royal Arena, Kopenhagen Zuschauer: 12.490 |

| Pl. |            | Sp | S | OTS | OTN | N | Tore  | Punkte |
| --- | ---------- | -- | - | --- | --- | - | ----- | ------ |
| 1.  | Schweden   | 7  | 6 | 1   | 0   | 0 | 31:09 | 20     |
| 2.  | Russland   | 7  | 5 | 0   | 1   | 1 | 32:10 | 16     |
| 3.  | Tschechien | 7  | 3 | 3   | 0   | 1 | 27:15 | 15     |
| 4.  | Schweiz    | 7  | 3 | 1   | 1   | 2 | 25:19 | 12     |
| 5.  | Slowakei   | 7  | 3 | 0   | 2   | 2 | 19:20 | 11     |
| 6.  | Frankreich | 7  | 2 | 0   | 0   | 5 | 13:29 | 6      |
| 7.  | Österreich | 7  | 1 | 0   | 1   | 5 | 13:30 | 4      |
| 8.  | Belarus    | 7  | 0 | 0   | 0   | 7 | 08:36 | 0      |

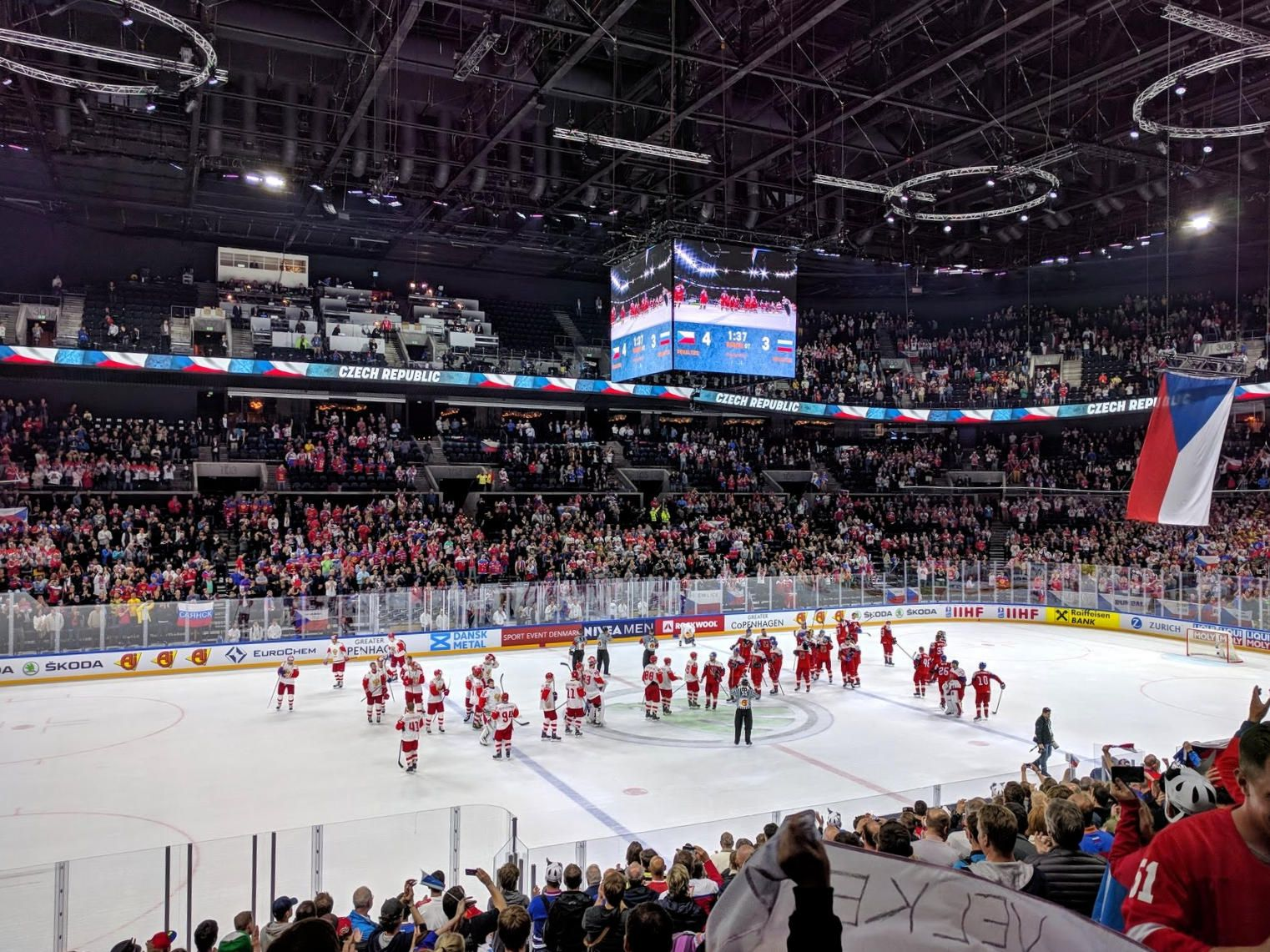
Verabschiedung nach dem Sieg der Tschechen über Russland, 10. Mai 2018

Abkürzungen: Pl. = Platz, Sp = Spiele, S = Siege, OTS = Siege nach Verlängerung (Overtime) oder Penaltyschießen, OTN = Niederlagen nach Verlängerung oder Penaltyschießen, N = Niederlagen

Erläuterungen: Viertelfinale, Absteiger in die Division IA

#### Gruppe B
| 4. Mai 2018 16:15 Uhr (Ortszeit) | USA A. Lee (13:59) D. Larkin (20:43) J. Gaudreau (30:00) D. Larkin (43:27) C. Atkinson (PS) | 5:4 n. P. (1:2, 2:1, 1:1, 0:0, 1:0) Spielbericht | Kanada P.-L. Dubois (0:47) R. O’Reilly (12:23) A. Beauvillier (37:53) C. Parayko (50:48) | Jyske Bank Boxen, Herning Zuschauer: 9.632 |

| 4. Mai 2018 20:15 Uhr | Deutschland L. Draisaitl (32:12) Y. Ehliz (50:43) | 2:3 n. P. (0:0, 1:2, 1:0, 0:0, 0:1) Spielbericht | Dänemark J. Jensen (28:44) F. Storm (35:17) F. Nielsen (PS) | Jyske Bank Boxen, Herning Zuschauer: 9.982 |

| 5. Mai 2018 12:15 Uhr | Norwegen A. Bastiansen (8:14) A. Bonsaksen (12:12) | 2:3 n. V. (2:0, 0:1, 0:1, 0:1) Spielbericht | Lettland R. Balcers (26:20) R. Ābols (51:04) R. Balcers (60:24) | Jyske Bank Boxen, Herning Zuschauer: 8.441 |

| 5. Mai 2018 16:15 Uhr | Finnland S. Aho (3:41) T. Teräväinen (5:55) S. Aho (28:46) V.-M. Savinainen (32:21) M. Nutivaara (38:52) S. Mäenalanen (46:01) K. Kapanen (47:16) J. Pesonen (53:51) | 8:1 (2:0, 3:1, 3:0) Spielbericht | Südkorea M. Swift (33:00) | Jyske Bank Boxen, Herning Zuschauer: 8.930 |

| 5. Mai 2018 20:15 Uhr | Dänemark | 0:4 (0:1, 0:2, 0:1) Spielbericht | USA W. Butcher (16:06) C. Kreider (22:42) C. Atkinson (29:14) N. Jensen (54:11) | Jyske Bank Boxen, Herning Zuschauer: 10.800 |

| 6. Mai 2018 12:15 Uhr | Südkorea | 0:10 (0:2, 0:6, 0:2) Spielbericht | Kanada R. Nugent-Hopkins (8:41) T. Jost (17:16) C. Parayko (21:07) R. O’Reilly (21:57) P.-L. Dubois (22:32) B. Schenn (27:33) T. Jost (36:24) J. Edmundson (36:42) C. McDavid (44:40) J. Eberle (48:45) | Jyske Bank Boxen, Herning Zuschauer: 3.902 |

| 6. Mai 2018 16:15 Uhr | Deutschland P. Hager (14:30) M. Michaelis (18:41) P. Hager (27:31) Y. Seidenberg (50:38) | 4:5 n. P. (2:2, 1:1, 1:1, 0:0, 0:1) Spielbericht | Norwegen K. A. Olimb (1:41) T. Valkvæ Olsen (7:31) A. Bastiansen (21:36) D. Sørvik (50:13) M. Trettenes (PS) | Jyske Bank Boxen, Herning Zuschauer: 5.491 |

| 6. Mai 2018 20:15 Uhr | Lettland Ri. Bukarts (51:38) | 1:8 (0:3, 0:2, 1:3) Spielbericht | Finnland S. Aho (1:24) V.-M. Savinainen (7:44) A. Suomela (17:16) S. Aho (27:31) V.-M. Savinainen (34:49) T. Teräväinen (46:29) M. Rantanen (47:28) T. Teräväinen (51:10) | Jyske Bank Boxen, Herning Zuschauer: 6.174 |

| 7. Mai 2018 16:15 Uhr | USA P. Kane (30:02) D. Ryan (32:07) A. DeBrincat (50:38) | 3:0 (0:0, 2:0, 1:0) Spielbericht | Deutschland | Jyske Bank Boxen, Herning Zuschauer: 10.301 |

| 7. Mai 2018 20:15 Uhr | Kanada J. Bailey (8:25) A. Ekblad (11:57) J. Eberle (24:16) R. O’Reilly (26:53) R. Nugent-Hopkins (27:17) R. Nugent-Hopkins (46:43) T. Jost (58:10) | 7:1 (2:0, 3:0, 2:1) Spielbericht | Dänemark J. Jensen Aabo (51:53) | Jyske Bank Boxen, Herning Zuschauer: 10.800 |

| 8. Mai 2018 16:15 Uhr | Südkorea | 0:5 (0:2, 0:1, 0:2) Spielbericht | Lettland G. Meija (11:46) R. Ķēniņš (18:45) Ro. Bukarts (28:22) R. Balcers (41:33) Ro. Bukarts (59:59) | Jyske Bank Boxen, Herning Zuschauer: 5.227 |

| 8. Mai 2018 20:15 Uhr | Finnland V.-M. Savinainen (4:03) M. Anttila (7:13) T. Teräväinen (21:01) K. Kapanen (23:41) M. Nutivaara (38:18) M. Granlund (39:45) S. Mäenalanen (57:45) | 7:0 (2:0, 4:0, 1:0) Spielbericht | Norwegen | Jyske Bank Boxen, Herning Zuschauer: 4.617 |

| 9. Mai 2018 16:15 Uhr | Deutschland L. Draisaitl (10:02) Y. Ehliz (20:41) P. Hager (29:27) F. Tiffels (34:42) Y. Ehliz (48:37) Y. Seidenberg (52:33) | 6:1 (1:0, 3:0, 2:1) Spielbericht | Südkorea B. Radunske (57:01) | Jyske Bank Boxen, Herning Zuschauer: 7.092 |

| 9. Mai 2018 20:15 Uhr | Finnland S. Aho (34:33) M. Granlund (55:50) | 2:3 (0:0, 1:2, 1:1) Spielbericht | Dänemark F. Nielsen (32:28) O. Bjorkstrand (37:10) N. Hardt (58:01) | Jyske Bank Boxen, Herning Zuschauer: 10.800 |

| 10. Mai 2018 16:15 Uhr | USA C. Kreider (11:39) C. White (37:38) C. Atkinson (61:23) | 3:2 n. V. (1:1, 1:1, 0:0, 1:0) Spielbericht | Lettland U. J. Balinskis (17:52) A. Džeriņš (23:20) | Jyske Bank Boxen, Herning Zuschauer: 5.215 |

| 10. Mai 2018 20:15 Uhr | Norwegen | 0:5 (0:3, 0:1, 0:1) Spielbericht | Kanada C. McDavid (1:23) B. Horvat (12:49) C. McDavid (15:41) C. McDavid (28:03) B. Horvat (42:24) | Jyske Bank Boxen, Herning Zuschauer: 5.139 |

| 11. Mai 2018 16:15 Uhr | Dänemark N. Jensen (19:13) N. Jensen (26:17) F. Storm (33:58) | 3:0 (1:0, 2:0, 0:0) Spielbericht | Norwegen | Jyske Bank Boxen, Herning Zuschauer: 10.800 |

| 11. Mai 2018 20:15 Uhr | USA A. Lee (8:35) P. Kane (12:56) C. McAvoy (13:29) C. McAvoy (19:16) D. Ryan (23:42) B. Coleman (27:06) P. Kane (28:41) C. Atkinson (32:18) T. Thompson (45:06) C. Atkinson (46:11) N. Pionk (49:09) D. Ryan (51:40) S. Milano (58:50) | 13:1 (4:1, 4:0, 5:0) Spielbericht | Südkorea Ahn J.-h. (5:23) | Jyske Bank Boxen, Herning Zuschauer: 7.563 |

| 12. Mai 2018 12:15 Uhr | Lettland R. Ķēniņš (36:54) G. Galviņš (40:15) A. Džeriņš (47:54) | 3:1 (0:0, 1:0, 2:1) Spielbericht | Deutschland D. Kahun (48:40) | Jyske Bank Boxen, Herning Zuschauer: 8.997 |

| 12. Mai 2018 16:15 Uhr | Dänemark F. Nielsen (22:55) J. Jensen (32:14) N. Hardt (56:35) | 3:1 (0:0, 2:1, 1:0) Spielbericht | Südkorea Kim K.-s. (24:18) | Jyske Bank Boxen, Herning Zuschauer: 10.591 |

| 12. Mai 2018 20:15 Uhr | Kanada J.-G. Pageau (10:55) | 1:5 (1:3, 0:0, 0:2) Spielbericht | Finnland M. Rantanen (8:50) J. Pesonen (13:48) M. Rantanen (16:35) E. Tolvanen (45:17) T. Teräväinen (45:27) | Jyske Bank Boxen, Herning Zuschauer: 9.313 |

| 13. Mai 2018 16:15 Uhr | Norwegen K. Forsberg (27:00) K. A. Olimb (46:05) M. Olimb (47:09) | 3:9 (0:3, 1:4, 2:2) Spielbericht | USA P. Kane (8:24) P. Kane (12:18) C. McAvoy (15:25) D. Larkin (21:03) A. Martinez (30:38) A. Lee (36:40) C. Atkinson (39:08) C. White (42:50) N. Pionk (57:27) | Jyske Bank Boxen, Herning Zuschauer: 4.553 |

| 13. Mai 2018 20:15 Uhr | Deutschland F. Tiffels (25:56) B. Krupp (38:48) M. Eisenschmid (62:00) | 3:2 n. V. (0:1, 2:0, 0:1, 1:0) Spielbericht | Finnland E. Tolvanen (2:26) S. Aho (57:54) | Jyske Bank Boxen, Herning Zuschauer: 5.077 |

| 14. Mai 2018 16:15 Uhr | Südkorea | 0:3 (0:1, 0:0, 0:2) Spielbericht | Norwegen T. Lindström (13:35) T. Valkvæ Olsen (46:55) J. Holøs (50:02) | Jyske Bank Boxen, Herning Zuschauer: 3.330 |

| 14. Mai 2018 20:15 Uhr | Kanada A. Beauvillier (2:51) C. McDavid (60:46) | 2:1 n. V. (1:0, 0:0, 0:1, 1:0) Spielbericht | Lettland K. Rubīns (41:50) | Jyske Bank Boxen, Herning Zuschauer: 2.966 |

| 15. Mai 2018 12:15 Uhr | Finnland S. Aho (10:17) S. Aho (17:25) M. Rantanen (37:51) M. Anttila (47:42) K. Kapanen (53:57) S. Aho (56:45) | 6:2 (2:0, 1:0, 3:2) Spielbericht | USA P. Kane (51:33) D. Ryan (54:44) | Jyske Bank Boxen, Herning Zuschauer: 6.343 |

| 15. Mai 2018 16:15 Uhr | Kanada B. Schenn (0:20) R. Nugent-Hopkins (28:14) T. Jost (49:48) | 3:0 (1:0, 1:0, 1:0) Spielbericht | Deutschland | Jyske Bank Boxen, Herning Zuschauer: 6.200 |

| 15. Mai 2018 20:15 Uhr | Lettland L. Dārziņš (9:14) | 1:0 (1:0, 0:0, 0:0) Spielbericht | Dänemark | Jyske Bank Boxen, Herning Zuschauer: 10.800 |

| Pl. |             | Sp | S | OTS | OTN | N | Tore  | Punkte |
| --- | ----------- | -- | - | --- | --- | - | ----- | ------ |
| 1.  | Finnland    | 7  | 5 | 0   | 1   | 1 | 38:11 | 16     |
| 2.  | USA         | 7  | 4 | 2   | 0   | 1 | 39:16 | 16     |
| 3.  | Kanada      | 7  | 4 | 1   | 1   | 1 | 32:12 | 15     |
| 4.  | Lettland    | 7  | 3 | 1   | 2   | 1 | 16:16 | 13     |
| 5.  | Dänemark    | 7  | 3 | 1   | 0   | 3 | 13:17 | 11     |
| 6.  | Deutschland | 7  | 1 | 1   | 2   | 3 | 16:20 | 7      |
| 7.  | Norwegen    | 7  | 1 | 1   | 1   | 4 | 13:31 | 6      |
| 8.  | Südkorea    | 7  | 0 | 0   | 0   | 7 | 04:48 | 0      |

Abkürzungen: Pl. = Platz, Sp = Spiele, S = Siege, OTS = Siege nach Verlängerung (Overtime) oder Penaltyschießen, OTN = Niederlagen nach Verlängerung oder Penaltyschießen, N = Niederlagen

Erläuterungen: Viertelfinale, Absteiger in die Division IA

### Finalrunde
Die Finalrunde begann nach Abschluss der Vorrunde am 17. Mai 2018, so dass alle Teams mindestens einen Ruhetag hatten. Zwei der Viertelfinalpartien wurden in der Royal Arena in Kopenhagen, die anderen beiden in der Jyske Bank Boxen in Herning ausgetragen. Die Partien fanden wie im Vorjahr im Kreuzvergleich der beiden Vorrundengruppen statt. Ab dem Halbfinale am 19. Mai wurden sämtliche Begegnungen in Kopenhagen gespielt. Das Finale sowie das Spiel um Bronze waren auf den 20. Mai terminiert.
|  | Viertelfinale | Viertelfinale | Viertelfinale |  |  | Halbfinale | Halbfinale | Halbfinale |  |  | Finale           | Finale           | Finale           |
|  |               |               |               |  |  |            |            |            |  |  |                  |                  |                  |
|  | A1            | Schweden      | 3             |  |  |            |            |            |  |  |                  |                  |                  |
|  | B4            | Lettland      | 2             |  |  |            |            |            |  |  |                  |                  |                  |
|  |               |               |               |  |  | A1         | Schweden   | 6          |  |  |                  |                  |                  |
|  |               |               |               |  |  | B2         | USA        | 0          |  |  |                  |                  |                  |
|  | B2            | USA           | 3             |  |  |            |            |            |  |  |                  |                  |                  |
|  | A3            | Tschechien    | 2             |  |  |            |            |            |  |  |                  |                  |                  |
|  |               |               |               |  |  |            |            |            |  |  | A1               | Schweden         | 3                |
|  |               |               |               |  |  |            |            |            |  |  | A4               | Schweiz          | 2                |
|  | B1            | Finnland      | 2             |  |  |            |            |            |  |  |                  |                  |                  |
|  | A4            | Schweiz       | 3             |  |  |            |            |            |  |  |                  |                  |                  |
|  |               |               |               |  |  | A4         | Schweiz    | 3          |  |  |                  |                  |                  |
|  |               |               |               |  |  | B3         | Kanada     | 2          |  |  | Spiel um Platz 3 | Spiel um Platz 3 | Spiel um Platz 3 |
|  | A2            | Russland      | 4             |  |  |            |            |            |  |  | B2               | USA              | 4                |
|  | B3            | Kanada        | 5             |  |  |            |            |            |  |  | B3               | Kanada           | 1                |

#### Viertelfinale
| 17. Mai 2018 16:15 Uhr (Ortszeit) | Russland I. Michejew (32:52) A. Barabanow (37:32) S. Andronow (48:44) A. Anissimow (54:34) | 4:5 n. V. (0:1, 2:1, 2:2, 0:1) Spielbericht | Kanada C. Parayko (4:45) R. Nugent-Hopkins (31:51) K. Turris (47:11) P-L. Dubois (52:36) R. O’Reilly (64:57) | Royal Arena, Kopenhagen Zuschauer: 9.017 |

| 17. Mai 2018 16:15 Uhr | USA P. Kane (10:36) C. Atkinson (12:19) P. Kane (46:58) | 3:2 (2:0, 0:2, 1:0) Spielbericht | Tschechien M. Řepík (24:56) M. Nečas (30:55) | Jyske Bank Boxen, Herning Zuschauer: 4.846 |

| 17. Mai 2018 20:15 Uhr | Schweden F. Forsberg (26:36) V. Arvidsson (41:59) O. Ekman Larsson (46:27) | 3:2 (0:0, 1:1, 2:1) Spielbericht | Lettland T. Bļugers (31:59) R. Balcers (50:21) | Royal Arena, Kopenhagen Zuschauer: 12.490 |

| 17. Mai 2018 20:15 Uhr | Finnland M. Nutivaara (7:01) M. Rantanen (48:20) | 2:3 (1:0, 0:3, 1:0) Spielbericht | Schweiz E. Corvi (29:13) J. Vermin (32:32) G. Hofmann (33:08) | Jyske Bank Boxen, Herning Zuschauer: 5.634 |

#### Halbfinale
| 19. Mai 2018 15:15 Uhr | Schweden V. Arvidsson (14:43) M. Pääjärvi-Svensson (27:09) P. Hörnqvist (30:05) M. Janmark (30:16) V. Arvidsson (51:05) A. Kempe (57:01) | 6:0 (1:0, 3:0, 2:0) Spielbericht | USA | Royal Arena, Kopenhagen Zuschauer: 12.490 |

| 19. Mai 2018 19:15 Uhr | Kanada B. Horvat (27:20) C. Parayko (57:53) | 2:3 (0:1, 1:1, 1:1) Spielbericht | Schweiz T. Scherwey (18:41) G. Hofmann (29:40) G. Haas (44:14) | Royal Arena, Kopenhagen Zuschauer: 12.166 |

#### Spiel um Platz 3
| 20. Mai 2018 15:45 Uhr | USA C. Kreider (26:40) N. Bonino (53:21) A. Lee (57:45) C. Kreider (58:18) | 4:1 (0:0, 1:1, 3:0) Spielbericht | Kanada M.-É. Vlasic (38:06) | Royal Arena, Kopenhagen Zuschauer: 12.111 |

#### Finale
| 20. Mai 2018 20:15 Uhr | Schweden G. Nyquist (17:54) M. Zibanejad (34:34) F. Forsberg (PS) | 3:2 n. P. (1:1, 1:1, 0:0, 0:0, 1:0) Spielbericht | Schweiz N. Niederreiter (16:38) T. Meier (23:13) | Royal Arena, Kopenhagen Zuschauer: 12.490 |

### Statistik

#### Beste Scorer
Abkürzungen: Sp = Spiele, T = Tore, V = Assists, Pkt = Punkte, +/− = Plus/Minus, SM = Strafminuten; Fett: Turnierbestwert
| Spieler          | Team     | Sp | T | V  | Pkt | +/− | SM |
| ---------------- | -------- | -- | - | -- | --- | --- | -- |
| Patrick Kane     | USA      | 10 | 8 | 12 | 20  | −2  | 0  |
| Sebastian Aho    | Finnland | 8  | 9 | 9  | 18  | +15 | 2  |
| Connor McDavid   | Kanada   | 10 | 5 | 12 | 17  | +6  | 10 |
| Rickard Rakell   | Schweden | 10 | 6 | 8  | 14  | +7  | 6  |
| Teuvo Teräväinen | Finnland | 8  | 5 | 9  | 14  | +14 | 8  |
| Cam Atkinson     | USA      | 10 | 7 | 4  | 11  | −3  | 2  |
| Mika Zibanejad   | Schweden | 10 | 6 | 5  | 11  | +10 | 0  |
| Mikko Rantanen   | Finnland | 8  | 5 | 6  | 11  | +1  | 6  |
| Mattias Janmark  | Schweden | 10 | 4 | 6  | 10  | +8  | 8  |
| Chris Kreider    | USA      | 10 | 4 | 6  | 10  | +7  | 2  |

#### Beste Torhüter
Abkürzungen: Sp = Spiele, Min = Eiszeit (in Minuten), SaT = Schüsse aufs Tor, GT = Gegentore, Sv% = gehaltene Schüsse (in %), GTS = Gegentorschnitt, SO = Shutouts; Fett: Turnierbestwert
Erfasst werden nur Torhüter, die mindestens 40 % der Gesamtspielzeit eines Teams absolviert haben. Sortiert nach Fangquote (Sv%).
| Spieler           | Team     | Sp | Min    | SaT | GT | SO | Sv%   | GTS  |
| ----------------- | -------- | -- | ------ | --- | -- | -- | ----- | ---- |
| Anders Nilsson    | Schweden | 7  | 440:00 | 174 | 8  | 3  | 95,40 | 1,09 |
| Frederik Andersen | Dänemark | 6  | 362:56 | 178 | 10 | 1  | 94,38 | 1,65 |
| Igor Schestjorkin | Russland | 4  | 204:57 | 86  | 5  | 2  | 94,19 | 1,48 |
| Elvis Merzļikins  | Lettland | 6  | 360:35 | 151 | 9  | 2  | 94,04 | 1,50 |
| Harri Säteri      | Finnland | 5  | 298:31 | 114 | 7  | 1  | 93,86 | 1,41 |

### Abschlussplatzierungen
Die Platzierungen ergaben sich nach folgenden Kriterien:
- Plätze 1 bis 4: Ergebnisse im Finale sowie im Spiel um Platz 3
- Plätze 5 bis 8 (Verlierer der Viertelfinalpartien): nach Platzierung, dann Punkten, dann Tordifferenz in der Vorrunde
- Plätze 9 bis 16 (Vorrunde): nach Platzierung, dann Punkten, dann Tordifferenz in der Vorrunde

| Pl. | Team        |
| --- | ----------- |
| 1   | Schweden    |
| 2   | Schweiz     |
| 3   | USA         |
| 4   | Kanada      |
| 5   | Finnland    |
| 6   | Russland    |
| 7   | Tschechien  |
| 8   | Lettland    |
| 9   | Slowakei    |
| 10  | Dänemark    |
| 11  | Deutschland |
| 12  | Frankreich  |
| 13  | Norwegen    |
| 14  | Österreich  |
| 15  | Belarus     |
| 16  | Südkorea    |

### Titel, Auf- und Abstieg
| Weltmeister Schweden | Lias Andersson, Viktor Arvidsson, Mikael Backlund, Mattias Ekholm, Oliver Ekman Larsson, Dennis Everberg, Filip Forsberg, Erik Gustafsson, Filip Gustavsson, Magnus Hellberg, Patric Hörnqvist, Mattias Janmark, Adrian Kempe, John Klingberg, Adam Larsson, Johan Larsson, Hampus Lindholm, Anders Nilsson, Gustav Nyquist, Elias Pettersson, Magnus Pääjärvi-Svensson, Rickard Rakell, Jacob de la Rose, Mikael Wikstrand, Mika Zibanejad Cheftrainer: Rikard Grönborg Assistenztrainer: Johan Garpenlöv, Peter Popovic |

| Silber Schweiz | Sven Andrighetto, Chris Baltisberger, Reto Berra, Enzo Corvi, Raphael Diaz, Kevin Fiala, Michael Fora, Lukas Frick, Joël Genazzi, Leonardo Genoni, Gaëtan Haas, Grégory Hofmann, Roman Josi, Dean Kukan, Timo Meier, Simon Moser, Mirco Müller, Nino Niederreiter, Damien Riat, Noah Rod, Tristan Scherwey, Reto Schäppi, Gilles Senn, Ramon Untersander, Joël Vermin Cheftrainer: Patrick Fischer Assistenztrainer: Tommy Albelin, Christian Wohlwend |

| Bronze USA | Cam Atkinson, Nick Bonino, Will Butcher, Blake Coleman, Scott Darling, Alex DeBrincat, Johnny Gaudreau, Brian Gibbons, Quinn Hughes, Nick Jensen, Patrick Kane, Keith Kinkaid, Chris Kreider, Dylan Larkin, Anders Lee, Charlie Lindgren, Alec Martinez, Charlie McAvoy, Sonny Milano, Connor Murphy, Jordan Oesterle, Neal Pionk, Derek Ryan, Tage Thompson, Colin White Cheftrainer: Jeff Blashill Assistenztrainer: Dan Bylsma, Don Granato |

| Absteiger in die Division IA:   | Belarus, Südkorea       |
| Aufsteiger in die Top-Division: | Großbritannien, Italien |

### Auszeichnungen
Spielertrophäen
| Auszeichnung         | Spieler           | Team     |
| -------------------- | ----------------- | -------- |
| Wertvollster Spieler | Patrick Kane      | USA      |
| Bester Torhüter      | Frederik Andersen | Dänemark |
| Bester Verteidiger   | John Klingberg    | Schweden |
| Bester Stürmer       | Sebastian Aho     | Finnland |

All-Star-Team
| Angriff:      | Sebastian Aho – Patrick Kane – Rickard Rakell |
| Verteidigung: | Oliver Ekman Larsson – Adam Larsson           |
| Tor:          | Anders Nilsson                                |

## Division I

### Gruppe A in Budapest, Ungarn
Das Turnier der Gruppe A wurde vom 22. bis 28. April 2018 in der ungarischen Landeshauptstadt Budapest ausgetragen. Die Spiele fanden in der 9.479 Zuschauer fassenden Papp László Sportaréna statt. Insgesamt besuchten 52.065 Zuschauer die 15 Turnierspiele, was einem Schnitt von 3.471 pro Partie entspricht.
In der überaus leistungsdichten Gruppe A der Division I setzten sich Aufsteiger Großbritannien sowie Vorjahresabsteiger Italien als Aufsteiger in die Top-Division durch. Den Briten gelang dabei der Durchmarsch von der Gruppe B der Division I binnen zwei Spielzeiten. Noch vor dem Schlusstag war es fünf der sechs Teams möglich, den Aufstieg zu schaffen. Während die Briten mit neun Punkten die beste Ausgangsposition aufwiesen, folgten Italien, Kasachstan, Slowenien und Ungarn auf den weiteren Plätzen mit jeweils sechs Punkten.
Kasachstan konnte am Schlusstag zunächst durch einen 6:1-Sieg über Polen zu Großbritannien aufschließen, musste aber in der Folge auf einen Sieg der Ungarn hoffen. Polen stieg durch die Niederlage nach zuletzt vier Jahren Zugehörigkeit zur A- in die B-Gruppe ab. Im Duell der punktgleichen Mannschaften aus Italien und Olympiateilnehmer Slowenien siegten die Italiener durch einen Treffer zwei Sekunden vor Spielende und wahrten dadurch ihre Chancen auf den direkten Wiederaufstieg. Im Gegensatz zu Kasachstan war Italien aber von einem Punktgewinn der Briten im Abschlussspiel des Turniers abhängig, um in die Top-Division zurückzukehren. Im letzten Turnierspiel sah es bis 15 Sekunden vor Spielende nach einem Aufstieg von Gastgeber Ungarn und Kasachstan aus. Ungarn hatte zwischenzeitlich mit 2:0 geführt und beim Stand von 2:1 einen Penalty verschossen. Robert Farmer glich die Partie jedoch in der Schlussminute unter Mithilfe von Ungarns Torwart Ádám Vay aus und besiegelte damit die erstmalige Rückkehr der Briten in die Top-Division seit 24 Jahren. Zuletzt hatte Großbritannien bei der Weltmeisterschaft 1994 dort gespielt. Ebenso stieg Italien durch den britischen Punktgewinn auf.
Dahinter folgten Kasachstan, Ungarn und Slowenien auf dem dritten bis fünften Rang. Insbesondere das Abschneiden Sloweniens, als einziger Olympiateilnehmer des Sechserfeldes und Vorjahresabsteiger aus der Top-Division, zeigte die Ausgeglichenheit des Teilnehmerfeldes. Die Slowenen hatten zuletzt im Jahr 2000 bei einem WM-Turnier schlechter abgeschnitten.
Die individuellen Auszeichnungen teilten sich unter drei der sechs Teilnehmernationen auf. Als bester Torwart wurde der Ungar Ádám Vay ausgezeichnet. Er wurde zudem ins All-Star-Team berufen. Die höchste Fangquote wies allerdings der für Kasachstan spielende und gebürtige Schwede Henrik Karlsson auf, den geringsten Gegentorschnitt verzeichnete der Italiener Marco De Filippo. Die beiden einzigen Shutouts im Turnierverlauf erreichten Karlsson und De Filippos Landsmann Andreas Bernard. Den Titel des besten Verteidigers und die Berufung ins All-Star-Team sicherte sich mit Ben O’Connor ein Spieler des Aufsteigers Großbritannien. Neben ihm stand Sloweniens Sabahudin Kovačevič im All-Star-Aufgebot. Zum besten Stürmer wurde sein Landsmann Jan Urbas ernannt, während der Brite Brett Perlini als wertvollster Spieler ausgezeichnet wurde und der Kasache Roman Startschenko das Turnier als Topscorer abschloss. Sowohl Perlini als auch Startschenko wurden mit dem Ungar Balázs Sebők in die Sturmreihe des All-Star-Teams berufen. Startschenko war mit sechs Toren und acht Scorerpunkten in beiden Kategorien führend. Die meisten Torvorlagen im Turnierverlauf sammelte der Italiener Ivan Deluca. In der Plus/Minus-Wertung teilten sich die Kasachen Kevin Dallman und Maxim Semjonow sowie die Slowenen Matic Podlipnik und Miha Verlič mit einer Wertung von +4 den ersten Rang.
| 22. April 2018 12:30 Uhr (Ortszeit) | Großbritannien B. O’Connor (6:50) R. Dowd (35:59) B. Perlini (44:50) | 3:1 (1:1, 1:0, 1:0) Spielbericht | Slowenien B. Gregorc (12:22) | Papp László Sportaréna, Budapest Zuschauer: 1.545 |

| 22. April 2018 16:00 Uhr | Ungarn | 0:3 (0:0, 0:0, 0:3) Spielbericht | Kasachstan W. Orechow (43:38) J. Rymarew (44:35) J. Rymarew (47:42) | Papp László Sportaréna, Budapest Zuschauer: 7.170 |

| 22. April 2018 19:30 Uhr | Polen K. Zapała (5:27) | 1:3 (1:0, 0:2, 0:1) Spielbericht | Italien G. Scandella (33:21) A. Helfer (38:34) I. Deluca (59:43) | Papp László Sportaréna, Budapest Zuschauer: 1.100 |

| 23. April 2018 16:00 Uhr | Slowenien J. Drozg (24:30) J. Urbas (58:43) | 2:4 (0:1, 1:2, 1:1) Spielbericht | Polen D. Kapica (2:49) B. Neupauer (27:29) M. Kolusz (36:09) A. Chmielewski (51:24) | Papp László Sportaréna, Budapest Zuschauer: 930 |

| 23. April 2018 19:30 Uhr | Italien T. Traversa (4:52) T. Larkin (31:37) | 2:3 (1:0, 1:2, 0:1) Spielbericht | Ungarn A. Sarauer (21:17) J. Vas (32:32) B. Sebők (41:06) | Papp László Sportaréna, Budapest Zuschauer: 7.150 |

| 24. April 2018 16:00 Uhr | Kasachstan D. Grenz (14:28) A. Sagadejew (32:22) R. Startschenko (34:20) R. Startschenko (41:58) N. Michailis (45:55) Ä. Ässetow (46:44) | 6:1 (1:1, 2:0, 3:0) Spielbericht | Großbritannien L. Ferrara (2:33) | Papp László Sportaréna, Budapest Zuschauer: 1.345 |

| 25. April 2018 12:30 Uhr | Italien P. Hochkofler (5:18) D. Kostner (9:37) S. McMonagle (25:26) | 3:0 (2:0, 1:0, 0:0) Spielbericht | Kasachstan | Papp László Sportaréna, Budapest Zuschauer: 1.325 |

| 25. April 2018 16:00 Uhr | Großbritannien B. Perlini (3:02) C. Shields (18:37) B. Brooks (44:56) B. O’Connor (46:40) J. Phillips (59:29) | 5:3 (2:1, 0:2, 3:0) Spielbericht | Polen P. Dronia (12:21) D. Kapica (23:31) K. Zapała (29:42) | Papp László Sportaréna, Budapest Zuschauer: 1.435 |

| 25. April 2018 19:30 Uhr | Slowenien A. Magovac (6:57) J. Urbas (29:35) B. Goličič (55:06) S. Kovačevič (56:52) | 4:1 (1:0, 1:1, 2:0) Spielbericht | Ungarn B. Sebők (25:07) | Papp László Sportaréna, Budapest Zuschauer: 7.460 |

| 26. April 2018 19:00 Uhr | Polen F. Komorski (25:21) A. Chmielewski (32:13) | 2:3 (0:2, 2:0, 0:1) Spielbericht | Ungarn B. Sebők (1:04) A. Benk (9:17) J. Hári (40:30) | Papp László Sportaréna, Budapest Zuschauer: 7.370 |

| 27. April 2018 16:00 Uhr | Kasachstan J. Petuchow (6:37) D. Grenz (10:48) Ä. Ässetow (38:04) | 3:5 (2:2, 1:2, 0:1) Spielbericht | Slowenien M. Verlič (5:17) J. Urbas (15:47) M. Verlič (27:28) S. Kovačevič (37:50) M. Verlič (53:56) | Papp László Sportaréna, Budapest Zuschauer: 1.645 |

| 27. April 2018 19:30 Uhr | Italien A. Lambacher (7:23) T. Larkin (13:30) G. Scandella (45:08) | 3:4 (2:2, 0:1, 1:1) Spielbericht | Großbritannien B. Perlini (7:01) R. Dowd (8:07) B. O’Connor (22:10) B. Perlini (48:44) | Papp László Sportaréna, Budapest Zuschauer: 1.750 |

| 28. April 2018 12:30 Uhr | Kasachstan R. Startschenko (12:20) P. Akolsin (13:34) R. Startschenko (24:34) R. Startschenko (39:13) I. Kutschin (46:03) R. Startschenko (59:08) | 6:1 (2:0, 2:1, 2:0) Spielbericht | Polen K. Zapała (27:19) | Papp László Sportaréna, Budapest Zuschauer: 1.505 |

| 28. April 2018 16:00 Uhr | Slowenien M. Podlipnik (17:11) R. Tičar (23:55) S. Kovačevič (38:52) | 3:4 (1:1, 2:2, 0:1) Spielbericht | Italien M. Gander (1:39) M. Sullivan (29:26) A. Trivellato (33:43) D. Kostner (59:58) | Papp László Sportaréna, Budapest Zuschauer: 2.465 |

| 28. April 2018 19:30 Uhr | Ungarn C. Bodó (3:31) C. Erdély (41:53) | 2:3 n. P. (1:0, 0:0, 1:2, 0:0, 0:1) Spielbericht | Großbritannien R. Dowd (50:55) R. Farmer (59:45) B. O’Connor (PS) | Papp László Sportaréna, Budapest Zuschauer: 7.870 |

| Pl. |                | Sp | S | OTS | OTN | N | Tore  | Punkte |
| --- | -------------- | -- | - | --- | --- | - | ----- | ------ |
| 1.  | Großbritannien | 5  | 3 | 1   | 0   | 1 | 16:15 | 11     |
| 2.  | Italien        | 5  | 3 | 0   | 0   | 2 | 15:11 | 9      |
| 3.  | Kasachstan     | 5  | 3 | 0   | 0   | 2 | 18:10 | 9      |
| 4.  | Ungarn         | 5  | 2 | 0   | 1   | 2 | 09:14 | 7      |
| 5.  | Slowenien      | 5  | 2 | 0   | 0   | 3 | 15:15 | 6      |
| 6.  | Polen          | 5  | 1 | 0   | 0   | 4 | 11:19 | 3      |

Abkürzungen: Pl. = Platz, Sp = Spiele, S = Siege, OTS = Siege nach Verlängerung (Overtime) oder Penaltyschießen, OTN = Niederlagen nach Verlängerung oder Penaltyschießen, N = Niederlagen

Erläuterungen: Aufsteiger in die Top-Division, Absteiger in die Division IB

#### Division-IA-Aufstiegsmannschaften
| Division-IA-Aufsteiger Großbritannien | Oliver Betteridge, Ben Bowns, Brendan Brooks, Ben Davies, Robert Dowd, Dallas Ehrhardt, Robert Farmer, Luke Ferrara, Mike Hammond, Liam Kirk, Robert Lachowicz, Stephen Lee, Matthew Myers, Ben O’Connor, Brett Perlini, Dave Phillips, Jonathan Phillips, Mark Richardson, Colin Shields, Zach Sullivan, Paul Swindlehurst, Jackson Whistle Trainer: Peter Russell          |
| Division-IA-Aufsteiger Italien        | Raphael Andergassen, Andreas Bernard, Ivan Deluca, Luca Felicetti, Marco De Filippo, Markus Gander, Tommaso Goi, Armin Helfer, Peter Hochkofler, Armin Hofer, Marco Insam, Diego Kostner, Simon Kostner, Alex Lambacher, Thomas Larkin, Sean McMonagle, Jan Pavlu, Giulio Scandella, Mike Sullivan, Tommaso Traversa, Alex Trivellato, Luca Zanatta Trainer: Clayton Beddoes |

### Gruppe B in Kaunas, Litauen
Das Turnier der Gruppe B wurde vom 22. bis 28. April 2018 in der litauischen Stadt Kaunas ausgetragen. Die Spiele fanden in der 13.762 Zuschauer fassenden Žalgirio Arena statt. Insgesamt besuchten 46.040 Zuschauer die 15 Turnierspiele, was einem Schnitt von 3.069 pro Partie entspricht.
Mit einer fast makellosen Bilanz von fünf Siegen aus fünf Spielen – lediglich ein Spiel wurde erst in der Verlängerung gewonnen – gelang Gastgeber Litauen vor heimischer Kulisse der erstmalige Einzug in die Gruppe A der Division I in ihrer derzeitigen Form. Zuletzt hatten die Balten im Jahr 2006 unter den besten 22 Mannschaften gestanden. Die Litauer – besetzt mit den ehemaligen NHL-Spielern Darius Kasparaitis und Dainius Zubrus – setzten sich am letzten Turniertag im baltischen Direktduell um den Aufstieg gegen Estland durch, das letztlich Dritter wurde. Japan und Vorjahresabsteiger Ukraine verpassten auf dem zweiten und vierten Platz die Rückkehr in die A-Gruppe. Kroatien musste nach einer Niederlage gegen Aufsteiger Rumänien erstmals seit fünf Jahren wieder in die Division II absteigen, während die Südosteuropäer im selben Zeitraum erstmals ihren Platz in der Division halten konnten.
Bei den individuellen Auszeichnungen wurde der Este Villem-Henrik Koitmaa, der die höchste Fangquote und den geringsten Gegentorschnitt aufwies, als bester Torwart ausgezeichnet, der Japaner Ryō Hashimoto als bester Verteidiger und der Litauer Arnoldas Bosas als bester Stürmer. Die meisten Scorerpunkte sammelte ebenfalls der Japaner Ryō Hashimoto. Unter seinen acht Scorerpunkten befanden sich fünf Treffer. Der beste Torschütze war jedoch Arnoldas Bosas mit sechs Toren. Die meisten Torvorlagen wies sein Landsmann Dainius Zubrus auf, der sechs Tore auflegte.
| 22. April 2018 12:30 Uhr (Ortszeit) | Estland A. Petrov (10:55) | 1:2 n. V. (1:0, 0:1, 0:0, 0:1) Spielbericht | Japan H. Terao (38:08) T. Kawai (60:53) | Žalgirio Arena, Kaunas Zuschauer: 700 |

| 22. April 2018 16:00 Uhr | Rumänien | 0:3 (0:1, 0:2, 0:0) Spielbericht | Ukraine K. Katrytsch (13:52) D. Nimenko (28:55) M. Buzenko (38:49) | Žalgirio Arena, Kaunas Zuschauer: 1.545 |

| 22. April 2018 19:30 Uhr | Kroatien | 0:3 (0:1, 0:2, 0:0) Spielbericht | Litauen T. Kumeliauskas (19:54) E. Krakauskas (22:23) I. Četvertak (34:59) | Žalgirio Arena, Kaunas Zuschauer: 6.050 |

| 23. April 2018 12:30 Uhr | Ukraine | 0:2 (0:2, 0:0, 0:0) Spielbericht | Estland R. Rooba (0:38) V. Vasjonkin (9:03) | Žalgirio Arena, Kaunas Zuschauer: 160 |

| 23. April 2018 16:00 Uhr | Japan R. Hashimoto (15:17) M. Furuhashi (36:19) H. Satō (42:50) R. Hashimoto (52:53) | 4:3 (1:0, 1:3, 2:0) Spielbericht | Kroatien B. Rendulić (22:03) B. Rendulić (24:21) J. Jazbec (27:13) | Žalgirio Arena, Kaunas Zuschauer: 292 |

| 23. April 2018 19:30 Uhr | Litauen E. Rybakov (2:38) P. Verenis (3:47) E. Rybakov (10:55) D. Bogdziul (23:04) M. Kaleinikovas (34:48) A. Bosas (39:39) A. Bosas (42:53) U. Čižas (46:42) | 8:3 (3:1, 3:1, 2:1) Spielbericht | Rumänien G. Bíró (16:04) G. Bíró (28:03) G. Bíró (48:52) | Žalgirio Arena, Kaunas Zuschauer: 5.760 |

| 25. April 2018 12:30 Uhr | Ukraine K. Katrytsch (46:56) D. Nimenko (53:00) | 2:4 (0:3, 0:0, 2:1) Spielbericht | Kroatien I. Janković (4:36) T. Zanoški (11:51) D. Kanaet (13:06) D. Vedlin (59:58) | Žalgirio Arena, Kaunas Zuschauer: 221 |

| 25. April 2018 16:00 Uhr | Rumänien | 0:1 (0:0, 0:0, 0:1) Spielbericht | Estland R. Embrich (59:07) | Žalgirio Arena, Kaunas Zuschauer: 452 |

| 25. April 2018 19:30 Uhr | Japan R. Hashimoto (40:41) | 1:6 (0:2, 0:2, 1:2) Spielbericht | Litauen E. Rybakov (2:30) A. Bosas (3:03) A. Bosas (26:04) P. Verenis (27:56) D. Bogdziul (44:48) A. Bosas (55:42) | Žalgirio Arena, Kaunas Zuschauer: 7.010 |

| 27. April 2018 12:30 Uhr | Japan K. Takagi (2:48) T. Echigo (52:53) S. Nakajima (62:29) | 3:2 n. V. (1:1, 0:1, 1:0, 1:0) Spielbericht | Rumänien C. Fodor (8:09) T. Részegh (21:01) | Žalgirio Arena, Kaunas Zuschauer: 290 |

| 27. April 2018 16:00 Uhr | Estland R. Rooba (4:01) R. Andrejev (19:49) R. Embrich (28:23) R. Arrak (53:49) R. Embrich (56:15) | 5:1 (2:0, 1:1, 2:0) Spielbericht | Kroatien B. Rendulić (25:17) | Žalgirio Arena, Kaunas Zuschauer: 1.200 |

| 27. April 2018 19:30 Uhr | Litauen D. Bogdziul (8:14) P. Gintautas (28:48) P. Gintautas (45:39) U. Čižas (49:00) A. Bosas (61:04) | 5:4 n. V. (1:1, 1:1, 2:2, 1:0) Spielbericht | Ukraine W. Sacharow (11:54) M. Buzenko (22:01) D. Petruchno (55:20) D. Nimenko (59:23) | Žalgirio Arena, Kaunas Zuschauer: 7.850 |

| 28. April 2018 12:30 Uhr | Kroatien D. Vedlin (37:21) D. Brine (51:29) D. Brine (55:23) | 3:7 (0:2, 1:2, 2:3) Spielbericht | Rumänien Z. Molnár (5:25) D. Tranca (11:31) C. Fodor (27:39) R. Gliga (33:07) G. Bíró (42:21) Z. Péter (43:36) T. Részegh (52:41) | Žalgirio Arena, Kaunas Zuschauer: 920 |

| 28. April 2018 16:00 Uhr | Ukraine A. Michnow (22:19) | 1:7 (0:2, 1:2, 0:3) Spielbericht | Japan Y. Nakayashiki (2:38) R. Hashimoto (7:47) R. Hashimoto (27:05) T. Echigo (35:19) G. Itō (43:22) H. Satō (45:28) K. Takagi (50:56) | Žalgirio Arena, Kaunas Zuschauer: 3.420 |

| 28. April 2018 19:30 Uhr | Litauen N. Ališauskas (7:38) J. Jasinevičius (15:42) P. Verenis (35:58) P. Verenis (57:39) | 4:1 (2:1, 1:0, 1:0) Spielbericht | Estland R. Rooba (4:20) | Žalgirio Arena, Kaunas Zuschauer: 10.170 |

| Pl. |          | Sp | S | OTS | OTN | N | Tore  | Punkte |
| --- | -------- | -- | - | --- | --- | - | ----- | ------ |
| 1.  | Litauen  | 5  | 4 | 1   | 0   | 0 | 26:09 | 14     |
| 2.  | Japan    | 5  | 2 | 2   | 0   | 1 | 17:13 | 10     |
| 3.  | Estland  | 5  | 3 | 0   | 1   | 1 | 10:07 | 10     |
| 4.  | Ukraine  | 5  | 1 | 0   | 1   | 3 | 10:18 | 4      |
| 5.  | Rumänien | 5  | 1 | 0   | 1   | 3 | 12:18 | 4      |
| 6.  | Kroatien | 5  | 1 | 0   | 0   | 4 | 11:21 | 3      |

Abkürzungen: Pl. = Platz, Sp = Spiele, S = Siege, OTS = Siege nach Verlängerung (Overtime) oder Penaltyschießen, OTN = Niederlagen nach Verlängerung oder Penaltyschießen, N = Niederlagen

Erläuterungen: Aufsteiger in die Division IA, Absteiger in die Division IIA

#### Division-IB-Siegermannschaft
| Division-IB-Aufsteiger Litauen | Nerijus Ališauskas, Rolandas Aliukonis, Mantas Armalis, Daniel Bogdziul, Arnoldas Bosas, Ilja Četvertak, Ugnius Čižas, Domantas Čypas, Paulius Gintautas, Jaunius Jasinevičius, Mark Kaleinikovas, Darius Kasparaitis, Artūras Katulis, Mindaugas Kieras, Emilijus Krakauskas, Tadas Kumeliauskas, Artūras Laukaitis, Artur Pavliukov, Pijus Rulevičius, Edgar Rybakov, Povilas Verenis, Dainius Zubrus Trainer: Bernd Haake |

### Auf- und Abstieg
| Absteiger in die Division IA:   | Belarus, Südkorea       |
| Aufsteiger in die Top-Division: | Großbritannien, Italien |
| Absteiger in die Division IB:   | Polen                   |
| Aufsteiger in die Division IA:  | Litauen                 |
| Absteiger in die Division IIA:  | Kroatien                |
| Aufsteiger in die Division IB:  | Niederlande             |

## Division II

### Gruppe A in Tilburg, Niederlande
Das Turnier der Gruppe A wurde vom 23. bis 29. April 2018 in der niederländischen Gemeinde Tilburg ausgetragen. Die Spiele fanden im 2.500 Zuschauer fassenden IJssportcentrum Stappegoor statt. Insgesamt besuchten 11.758 Zuschauer die 15 Turnierspiele, was einem Schnitt von 783 pro Partie entspricht.
Die Niederlande, die im Vorjahr aus der Division I abgestiegen waren, stiegen mit fünf Siegen aus fünf Spielen unangefochten wieder auf – alle Spiele konnten mit mindestens fünf Toren Unterschied bei einem Torverhältnis von 42:5 gewonnen werden. Das entscheidende Spiel gegen Australien wurde glatt mit 9:2 gewonnen. Hingegen stand die isländische Mannschaft bereits nach vier Spieltagen als Absteiger fest. Sie musste damit erstmals nach der Strukturierung der Divisionen in zwei leistungsdifferente Gruppen im Jahr 2012 die A-Gruppe verlassen. Neuling Volksrepublik China erreichte durch zwei Siege gegen Island und Belgien erstmals den Klassenerhalt in der A-Gruppe.
| 23. April 2018 13:00 Uhr (Ortszeit) | Australien P. D. Göransson (17:03) R. Malloy (58:52) T. Powell (59:37) | 3:0 (1:0, 0:0, 2:0) Spielbericht | Island | IJssportcentrum Stappegoor, Tilburg Zuschauer: 250 |

| 23. April 2018 16:30 Uhr | Serbien P. Novaković (14:46) N. Kerezović (21:11) M. Sretović (38:41) P. Novaković (52:43) | 4:1 (1:0, 2:1, 1:0) Spielbericht | Belgien B. Denis (30:41) | IJssportcentrum Stappegoor, Tilburg Zuschauer: 215 |

| 23. April 2018 20:00 Uhr | Niederlande R. van der Schuit (3:37) I. van den Heuvel (13:13) N. Nagtzaam (16:01) G. Vogelaar (26:28) G. Vogelaar (42:30) I. van den Heuvel (48:44) D. Stempher (58:51) | 7:0 (3:0, 1:0, 3:0) Spielbericht | Volksrepublik China | IJssportcentrum Stappegoor, Tilburg Zuschauer: 1.452 |

| 24. April 2018 13:00 Uhr | Australien J. Rezek (0:26) J. Woodman (21:00) R. Tesarik (35:57) P. D. Göransson (40:54) C. Todd (45:34) C. Todd (48:38) | 6:0 (1:0, 2:0, 3:0) Spielbericht | Belgien | IJssportcentrum Stappegoor, Tilburg Zuschauer: 245 |

| 24. April 2018 16:30 Uhr | Volksrepublik China Huang Q. | 1:3 (0:1, 0:2, 1:0) Spielbericht | Serbien A. Luković (10:08) A. Zwick (20:59) N. Vučurević (23:30) | IJssportcentrum Stappegoor, Tilburg Zuschauer: 257 |

| 24. April 2018 20:00 Uhr | Island A. Orongan (54:47) | 1:11 (0:3, 0:3, 1:5) Spielbericht | Niederlande J. van Lijden (7:51) R. de Hondt (9:52) M. Bruijsten (14:48) R. Joly (26:41) J. Smid (29:08) J. van Lijden (36:50) G. Vogelaar (43:23) M. Bastings (43:41) R. Joly (45:34) D. Stempher (53:41) K. Bruijsten (57:07) | IJssportcentrum Stappegoor, Tilburg Zuschauer: 1.347 |

| 26. April 2018 13:00 Uhr | Volksrepublik China Zhang Z. (11:10) | 1:3 (1:0, 0:0, 0:3) Spielbericht | Australien R. Haselhurst (42:13) J. Rezek (55:33) M. Armstrong (59:22) | IJssportcentrum Stappegoor, Tilburg Zuschauer: 411 |

| 26. April 2018 16:30 Uhr | Belgien B. van den Bogaert (12:57) B. Denis (26:04) Y. de Smet (31:12) B. Henry (48:30) A. Bremer (58:20) M. Pellegrims (58:59) | 6:3 (1:0, 2:0, 3:3) Spielbericht | Island R. Sigurðsson (52:25) H. Sigrúnarson (53:09) R. Sigurðsson (57:30) | IJssportcentrum Stappegoor, Tilburg Zuschauer: 243 |

| 26. April 2018 20:00 Uhr | Niederlande T. van Soest (4:21) T. van Soest (9:40) I. van den Heuvel (31:56) K. Bruijsten (32:26) J. van Oorschot (54:07) | 5:0 (2:0, 2:0, 1:0) Spielbericht | Serbien | IJssportcentrum Stappegoor, Tilburg Zuschauer: 1.500 |

| 28. April 2018 13:00 Uhr | Volksrepublik China Zhang Z. (47:24) Zhong W. (48:43) Huang Q. (58:19) | 3:1 (0:0, 0:1, 3:0) Spielbericht | Island B. Jóhannesson (25:07) | IJssportcentrum Stappegoor, Tilburg Zuschauer: 321 |

| 28. April 2018 16:30 Uhr | Belgien B. Henry (29:34) Y. de Smet (48:47) | 2:10 (0:4, 1:4, 1:2) Spielbericht | Niederlande R. Joly (1:35) K. Bruijsten (3:02) J. van Oorschot (14:27) N. Nagtzaam (15:18) G. Vogelaar (22:13) K. Bruijsten (29:12) R. de Hondt (38:00) M. Bastings (38:44) G. Vogelaar (51:09) N. Nagtzaam (58:39) | IJssportcentrum Stappegoor, Tilburg Zuschauer: 2.400 |

| 28. April 2018 20:00 Uhr | Serbien P. Podunavac (4:11) N. Vučurević (15:38) M. Sretović (52:57) P. Novaković (59:50) | 4:5 n. P. (2:1, 0:1, 2:2, 0:0, 0:1) Spielbericht | Australien L. Webster (16:21) P. D. Göransson (26:22) R. Malloy (41:04) M. Armstrong (46:55) B. Taylor (PS) | IJssportcentrum Stappegoor, Tilburg Zuschauer: 521 |

| 29. April 2018 13:00 Uhr | Belgien B. Henry (49:51) F. Neven (56:36) | 2:5 (0:0, 0:3, 2:2) Spielbericht | Volksrepublik China Zuo T. (28:03) Li H. (34:43) Huang Q. (35:49) Zhang H. (43:31) Zhang Z. (58:36) | IJssportcentrum Stappegoor, Tilburg Zuschauer: 250 |

| 29. April 2018 16:30 Uhr | Niederlande R. van der Schuit (1:01) R. van der Schuit (6:27) J. Smid (12:27) J. van Oorschot (17:56) M. Bastings (24:18) J. Verkiel (26:21) G. Vogelaar (34:07) D. Stempher (51:12) G. Vogelaar (57:05) | 9:2 (4:0, 3:1, 2:1) Spielbericht | Australien K. Webster (31:33) T. Powell (58:42) | IJssportcentrum Stappegoor, Tilburg Zuschauer: 2.035 |

| 29. April 2018 20:00 Uhr | Island E. Ólafsson (11:33) B. Jóhannesson (58:37) | 2:5 (1:1, 0:2, 1:2) Spielbericht | Serbien A. Zwick (10:03) P. Novaković (32:40) M. Sretović (38:58) A. Luković (50:21) D. Crnogorac (55:11) | IJssportcentrum Stappegoor, Tilburg Zuschauer: 311 |

| Pl. |                     | Sp | S | OTS | OTN | N | Tore  | Punkte |
| --- | ------------------- | -- | - | --- | --- | - | ----- | ------ |
| 1.  | Niederlande         | 5  | 5 | 0   | 0   | 0 | 42:05 | 15     |
| 2.  | Australien          | 5  | 3 | 1   | 0   | 1 | 19:14 | 11     |
| 3.  | Serbien             | 5  | 3 | 0   | 1   | 1 | 16:14 | 10     |
| 4.  | Volksrepublik China | 5  | 2 | 0   | 0   | 3 | 10:16 | 6      |
| 5.  | Belgien             | 5  | 1 | 0   | 0   | 4 | 11:28 | 3      |
| 6.  | Island              | 5  | 0 | 0   | 0   | 5 | 07:28 | 0      |

Abkürzungen: Pl. = Platz, Sp = Spiele, S = Siege, OTS = Siege nach Verlängerung (Overtime) oder Penaltyschießen, OTN = Niederlagen nach Verlängerung oder Penaltyschießen, N = Niederlagen

Erläuterungen: Aufsteiger in die Division IB, Absteiger in die Division IIB

#### Division-IIA-Siegermannschaft
| Division-IIA-Aufsteiger Niederlande | Mickey Bastings, Kevin Bruijsten, Mitch Bruijsten, Ryan Collier, Boet van Gestel, Kilian van Gorp, Ivy van den Heuvel, Reno de Hondt, Raphaël Joly, Julian van Lijden, Alexei Loginov, Ian Meierdres, Nardo Nagtzaam, Jordy van Oorschot, Joey Oosterveld, Martijn Oosterwijk, Raymond van der Schuit, Jurryt Smid, Ties van Soest, Danny Stempher, Jordy Verkiel, Giovanni Vogelaar Trainer: Doug Mason |

### Gruppe B in Granada, Spanien
Das Turnier der Gruppe B wurde vom 14. bis 20. April 2018 im spanischen Granada ausgetragen. Die Spiele fanden in der 400 Zuschauer fassenden Igloo Arena statt. Insgesamt besuchten 2.565 Zuschauer die 15 Turnierspiele, was einem Schnitt von 171 pro Partie entspricht.
Dem Gastgeber Spanien gelang mit fünf Siegen aus fünf Spielen der sofortige Wiederaufstieg in die A-Gruppe. Dabei erwies sich Neuseeland aber bis zum Schlusstag, als beide im direkten Duell aufeinander trafen, als ernstzunehmender Gegner, während die weiteren vier Mannschaften leistungsmäßig abfielen. Sowohl Spanien als auch Neuseeland gingen verlustpunktfrei ins letzte Turnierspiel, das die Iberer schließlich mit 6:4 gewannen und sich damit den Turniersieg sicherten. Neuling Luxemburg musste trotz eines 2:1-Erfolges im letzten Spiel gegen Nordkorea umgehend wieder in die Division III absteigen, da die Letzebuerger im Dreiervergleich der punktgleichen Mannschaften aus Luxemburg, Mexiko und Nordkorea am schlechtesten abschnitten.
| 14. April 2018 13:00 Uhr (Ortszeit) | Neuseeland J. Challis (2:28) N. Henderson (22:19) D. Harrop (25:42) F. Ellis (35:05) C. Burns (39:33) | 5:1 (1:0, 4:0, 0:1) Spielbericht | Mexiko M. Colás (47:01) | Igloo Arena, Granada Zuschauer: 55 |

| 14. April 2018 16:30 Uhr | Luxemburg M. Mosr (19:37) | 1:8 (1:4, 0:2, 0:2) Spielbericht | Israel D. Kozev (1:20) E. Klein (11:48) M. Revniaga (13:15) R. Aharonovich (18:39) T. Aharonovich (22:20) I. Spektor (36:38) E. Klein (40:47) D. Mazour (50:14) | Igloo Arena, Granada Zuschauer: 61 |

| 14. April 2018 20:00 Uhr | Spanien O. Rubio (2:29) A. Carbonell (5:29) O. Boronat (7:49) I. Solórzano (17:17) L. J. Hernández (23:03) A. Carbonell (23:41) P. Fuentes (27:02) O. Rubio (27:53) P. Fuentes (30:31) A. Arraras (32:38) I. Solórzano (35:45) I. Granell (39:19) A. Arraras (58:25) O. Boronat (58:43) L. J. Hernández (59:21) | 15:1 (4:0, 8:1, 3:0) Spielbericht | Nordkorea Hong C.-r. (25:17) | Igloo Arena, Granada Zuschauer: 333 |

| 15. April 2018 13:00 Uhr | Neuseeland A. Cox (15:43) J. Ratcliffe (50:52) J. Ratcliffe (52:09) K. Joyce (52:58) M. Schneider (54:34) | 5:2 (1:0, 0:1, 4:1) Spielbericht | Israel R. Aharonovich (26:05) E. Klein (54:05) | Igloo Arena, Granada Zuschauer: 67 |

| 15. April 2018 16:30 Uhr | Nordkorea An C.-h. (8:46) Kang M.-g. (17:27) Kim K.-h. (19:05) An C.-h. (36:00) Kang M.-g. (39:52) | 5:2 (3:2, 2:0, 0:0) Spielbericht | Mexiko L. Cruz (9:28) H. Majul (14:40) | Igloo Arena, Granada Zuschauer: 68 |

| 15. April 2018 20:00 Uhr | Luxemburg M. Eriksson (39:04) | 1:10 (0:0, 1:3, 0:7) Spielbericht | Spanien O. Rubio (28:08) P. Puyuelo (37:00) G. González (39:58) G. González (42:29) A. Ubieto (44:34) L. J. Hernández (50:24) J. Muñoz (52:27) P. Puyuelo (53:05) J. Muñoz (55:40) A. Arraras (56:01) | Igloo Arena, Granada Zuschauer: 234 |

| 17. April 2018 13:00 Uhr | Israel D. Mazour (5:29) D. Mazour (17:28) A. Verny (18:07) I. Spektor (20:28) I. Spektor (22:35) I. Spektor (31:16) A. Milner (37:29) M. Revniaga (42:25) M. Sherf (54:43) | 9:1 (3:1, 4:0, 2:0) Spielbericht | Nordkorea Kim S.-g. (8:44) | Igloo Arena, Granada Zuschauer: 36 |

| 17. April 2018 16:30 Uhr | Neuseeland C. Harrison (11:07) J. Ratcliffe (24:59) P. Heyd (29:11) T. Rooney (50:30) N. Craig (50:43) A. Polozov (55:00) J. Challis (58:22) | 7:1 (1:0, 2:1, 4:0) Spielbericht | Luxemburg M. Mosr (29:36) | Igloo Arena, Granada Zuschauer: 68 |

| 17. April 2018 20:00 Uhr | Spanien P. Muñoz (0:23) J. Muñoz (6:23) P. Muñoz (12:22) P. Muñoz (16:52) G. Betrán (24:13) A. García (31:28) P. Muñoz (34:28) J. Brabo (37:29) P. Muñoz (38:42) O. Boronat (47:15) P. Muñoz (49:46) J. Muñoz (50:03) A. Ubieto (51:59) G. González (58:10) | 14:0 (4:0, 5:0, 5:0) Spielbericht | Mexiko | Igloo Arena, Granada Zuschauer: 157 |

| 19. April 2018 13:00 Uhr | Mexiko J. Pérez (6:57) A. Nájera (29:44) H. Majul (57:49) | 3:1 (1:0, 1:1, 1:0) Spielbericht | Luxemburg M. Mosr (31:34) | Igloo Arena, Granada Zuschauer: 300 |

| 19. April 2018 16:30 Uhr | Nordkorea Hong C.-r. (9:25) Kim K.-h. (26:35) Kang I.-h. (30:33) Kim H.-j. (35:44) | 4:12 (1:4, 3:4, 0:4) Spielbericht | Neuseeland S. Harrison (3:00) J. Challis (4:27) M. Schneider (5:50) F. Ellis (6:50) F. Ellis (24:53) M. Schneider (26:17) A. Polozov (34:59) F. Ellis (38:21) M. Schneider (44:10) A. Cox (46:14) A. Cox (47:01) C. Harrison (51:56) | Igloo Arena, Granada Zuschauer: 84 |

| 19. April 2018 20:00 Uhr | Israel | 0:4 (0:0, 0:2, 0:2) Spielbericht | Spanien P. Muñoz (22:39) P. Fuentes (36:38) P. Fuentes (51:10) I. Granell (52:36) | Igloo Arena, Granada Zuschauer: 390 |

| 20. April 2018 13:00 Uhr | Luxemburg C. Cannon (32:08) M. Eriksson (44:55) | 2:1 (0:1, 1:0, 1:0) Spielbericht | Nordkorea Kim H.-j. (12:33) | Igloo Arena, Granada Zuschauer: 77 |

| 20. April 2018 16:30 Uhr | Mexiko S. Sierra (37:25) R. Chabat (38:58) C. Smithers (48:52) | 3:5 (0:2, 2:2, 1:1) Spielbericht | Israel E. Kozhevnikov (13:56) E. Kozhevnikov (17:03) E. Kozhevnikov (29:19) I. Spektor (36:44) A. Verny (49:35) | Igloo Arena, Granada Zuschauer: 94 |

| 20. April 2018 20:00 Uhr | Spanien A. Carbonell (18:12) P. Fuentes (21:39) O. Rubio (25:34) O. Boronat (28:27) I. Granell (36:38) O. Boronat (42:51) | 6:4 (1:0, 4:3, 1:1) Spielbericht | Neuseeland P. Heyd (23:53) A. Polozov (33:04) A. Cox (37:47) F. Ellis (44:53) | Igloo Arena, Granada Zuschauer: 541 |

| Pl. |            | Sp | S | OTS | OTN | N | Tore  | Punkte |
| --- | ---------- | -- | - | --- | --- | - | ----- | ------ |
| 1.  | Spanien    | 5  | 5 | 0   | 0   | 0 | 49:06 | 15     |
| 2.  | Neuseeland | 5  | 4 | 0   | 0   | 1 | 33:14 | 12     |
| 3.  | Israel     | 5  | 3 | 0   | 0   | 2 | 24:14 | 9      |
| 4.  | Nordkorea  | 5  | 1 | 0   | 0   | 4 | 12:40 | 3      |
| 5.  | Mexiko     | 5  | 1 | 0   | 0   | 4 | 09:30 | 3      |
| 6.  | Luxemburg  | 5  | 1 | 0   | 0   | 4 | 06:29 | 3      |

Abkürzungen: Pl. = Platz, Sp = Spiele, S = Siege, OTS = Siege nach Verlängerung (Overtime) oder Penaltyschießen, OTN = Niederlagen nach Verlängerung oder Penaltyschießen, N = Niederlagen

Erläuterungen: Aufsteiger in die Division IIA, Absteiger in die Division III

#### Division-IIB-Siegermannschaft
| Division-IIB-Aufsteiger Spanien | Ander Alcaine, Ander Arraras, Bruno Baldris, Raul Barbo, Guillermo Betrán, Oriol Boronat, Juan Brabo, Alejandro Carbonell, Patricio Fuentes, Alfonso García, Gastón González, Ignacio Granell, Luis José Hernández, Juan Muñoz, Pablo Muñoz, Pablo Puyuelo, Carlos Rivero, Oriol Rubio, Ignacio Solórzano, Adrián Ubieto, Jorge Vea, José Ignacio Vicente Trainer: Luciano Basile |

### Auf- und Abstieg
| Absteiger in die Division IIA:  | Kroatien    |
| Aufsteiger in die Division IB:  | Niederlande |
| Absteiger in die Division IIB:  | Island      |
| Aufsteiger in die Division IIA: | Spanien     |
| Absteiger in die Division III:  | Luxemburg   |
| Aufsteiger in die Division IIB: | Georgien    |

## Division III
Das Turnier der Division III wurde vom 16. bis 22. April 2018 in der südafrikanischen Metropole Kapstadt ausgetragen. Die Spiele fanden in der 2.800 Zuschauer fassenden Grand West Ice Station statt. Insgesamt besuchten 2.225 Zuschauer die 15 Turnierspiele, was einem Schnitt von 148 pro Partie entspricht.
Die georgische Mannschaft erreichte erstmals seit ihrem Einstieg in die Weltmeisterschaft im Jahr 2013 den Aufstieg in die Gruppe B der Division II. Georgien setzte sich dabei trotz einer zwischenzeitlichen 2:4-Niederlage gegen Gastgeber Südafrika gegen Bulgarien und Vorjahresabsteiger Türkei durch, die auf den weiteren Plätzen folgten. Die Direktduelle gegen Bulgarien und die Türkei konnten die Georgier an den ersten beiden Spieltagen für sich entscheiden und legten damit den Grundstein für den Turniererfolg. Den Abstieg in die Qualifikation zur Division III musste das Team aus Hongkong hinnehmen, das alle fünf Spiele verlor und lediglich drei Tore erzielte. Der Gastgeber Südafrika konnte durch einen abschließenden Erfolg über die Asiaten den Abstieg abwenden.
| 16. April 2018 13:00 Uhr (Ortszeit) | Georgien A. Wassiltschenko (10:11) O. Obolgogiani (10:21) A. Schuschunaschwili (14:37) I. Schartschow (16:14) A. Wassiltschenko (26:12) O. Obolgogiani (50:03) | 6:2 (4:1, 1:0, 1:1) Spielbericht | Türkei F. Faner (2:56) F. Faner (45:35) | Grand West Ice Station, Kapstadt Zuschauer: 35 |

| 16. April 2018 16:15 Uhr | Republik China (Taiwan) Lu P.-e. (29:01) Shen Y.-c. (31:28) Shen Y.-l. (44:23) Tsao Y.-p. (52:11) Shen Y.-c. (53:59) | 5:1 (0:1, 2:0, 3:0) Spielbericht | Hongkong H. To (5:05) | Grand West Ice Station, Kapstadt Zuschauer: 80 |

| 16. April 2018 20:00 Uhr | Bulgarien M. Wassilew (16:43) W. Dikow (36:33) G. Iskrenow (37:22) W. Dikow (58:39) | 4:0 (1:0, 2:0, 1:0) Spielbericht | Südafrika | Grand West Ice Station, Kapstadt Zuschauer: 200 |

| 17. April 2018 13:00 Uhr | Türkei E. Özmen (0:38) S. Kavaz (27:40) S. Semiz (32:39) E. Özmen (41:53) F. Tayğar (44:01) F. Bakal (51:49) | 6:1 (1:1, 2:0, 3:0) Spielbericht | Hongkong A. Sham (16:52) | Grand West Ice Station, Kapstadt Zuschauer: 20 |

| 17. April 2018 16:15 Uhr | Bulgarien W. Dikow (10:01) M. Nikolow (18:28) I. Chodulow (52:24) | 3:5 (2:1, 0:3, 1:1) Spielbericht | Georgien A. Kurbatow (4:05) A. Kosjulin (28:18) A. Wassiltschenko (36:24) A. Wassiltschenko (36:35) A. Kosjulin (44:48) | Grand West Ice Station, Kapstadt Zuschauer: 60 |

| 17. April 2018 20:00 Uhr | Südafrika D. Magmoed (30:31) D. Magmoed (57:16) | 2:5 (0:1, 1:2, 1:2) Spielbericht | Republik China (Taiwan) Shen Y.-c. (6:20) Tien C.-j. (28:08) Shen Y.-c. (35:10) Tang Y.-c. (43:40) Hsiao P.-yun (50:01) | Grand West Ice Station, Kapstadt Zuschauer: 180 |

| 19. April 2018 13:00 Uhr | Bulgarien D. Dilkow (12:27) T. Georgiew (26:24) M. Bojadschiew (27:40) D. Dilkow (29:01) I. Chodulow (38:51) I. Chodulow (52:22) M. Bojadschiew (53:37) | 7:2 (1:1, 4:0, 2:1) Spielbericht | Republik China (Taiwan) Hsiao P.-yun (17:44) Pan Y.-c. (49:08) | Grand West Ice Station, Kapstadt Zuschauer: 30 |

| 19. April 2018 16:15 Uhr | Georgien I. Schartschow (10:30) A. Schuschunaschwili (12:02) A. Schuschunaschwili (12:59) A. Schuschunaschwili (16:22) A. Schuschunaschwili (16:37) O. Obolgogiani (24:10) A. Schuschunaschwili (30:25) O. Obolgogiani (34:13) O. Obolgogiani (42:15) O. Obolgogiani (46:00) M. Schalunow (50:22) | 11:1 (5:1, 3:0, 3:0) Spielbericht | Hongkong B. Fung (16:09) | Grand West Ice Station, Kapstadt Zuschauer: 40 |

| 19. April 2018 20:00 Uhr | Türkei S. Kavaz (2:01) F. Faner (24:19) E. Savaş (26:01) S. Kavaz (28:31) A. İnanç (35:49) E. Özmen (40:53) E. Faner (52:25) | 7:1 (1:0, 4:1, 2:0) Spielbericht | Südafrika M. Giot (38:38) | Grand West Ice Station, Kapstadt Zuschauer: 250 |

| 20. April 2018 13:00 Uhr | Hongkong | 0:10 (0:3, 0:3, 0:4) Spielbericht | Bulgarien J. Gatschew (9:47) D. Dilkow (16:28) M. Nikolow (18:18) I. Chodulow (29:33) G. Iskrenow (35:33) M. Bojadschiew (38:46) I. Chodulow (48:09) L. Stojadinow (48:32) L. Stojadinow (49:18) M. Nikolow (53:09) | Grand West Ice Station, Kapstadt Zuschauer: 20 |

| 20. April 2018 16:15 Uhr | Republik China (Taiwan) Yang H.-h. (4:07) Shen Y.-c. (38:35) | 2:4 (1:0, 1:1, 0:3) Spielbericht | Türkei S. Takar (26:53) S. Semiz (42:53) F. Bakal (44:07) F. Bakal (48:21) | Grand West Ice Station, Kapstadt Zuschauer: 30 |

| 20. April 2018 20:00 Uhr | Südafrika L. Carelse (8:16) D. Cardoso (19:28) D. Magmoed (52:02) J.-M. van Doesburgh (59:41) | 4:2 (2:1, 0:1, 2:0) Spielbericht | Georgien O. Obolgogiani (4:25) O. Obolgogiani (24:23) | Grand West Ice Station, Kapstadt Zuschauer: 1.200 |

| 22. April 2018 13:00 Uhr | Georgien A. Schuschunaschwili (0:17) A. Kurbatow (4:47) S. Charisow (11:51) I. Schartschow (15:03) A. Wassiltschenko (19:48) M. Schalunow (22:20) A. Schuschunaschwili (22:46) S. Charisow (22:53) S. Charisow (48:47) A. Schuschunaschwili (51:27) A. Schuschunaschwili (59:56) | 11:2 (5:1, 3:0, 3:1) Spielbericht | Republik China (Taiwan) Shen Y.-l. (8:23) Hsiao P.-yua. (58:09) | Grand West Ice Station, Kapstadt Zuschauer: 100 |

| 22. April 2018 16:15 Uhr | Türkei E. Faner (11:59) E. Faner (14:16) Ö. Karş (33:03) | 3:4 n. V. (2:2, 1:0, 0:1, 0:1) Spielbericht | Bulgarien G. Iskrenow (4:38) W. Dikow (6:01) M. Bojadschiew (58:50) D. Dilkow (62:52) | Grand West Ice Station, Kapstadt Zuschauer: 80 |

| 22. April 2018 20:00 Uhr | Hongkong | 0:6 (0:0, 0:4, 0:2) Spielbericht | Südafrika U. Samaai (23:54) C. Bremner (27:07) U. Samaai (33:48) J.-M. van Doesburgh (37:59) J. Valadas (45:38) M. Giot (50:41) | Grand West Ice Station, Kapstadt Zuschauer: 400 |

| Pl. |                         | Sp | S | OTS | OTN | N | Tore  | Punkte |
| --- | ----------------------- | -- | - | --- | --- | - | ----- | ------ |
| 1.  | Georgien                | 5  | 4 | 0   | 0   | 1 | 35:12 | 12     |
| 2.  | Bulgarien               | 5  | 3 | 1   | 0   | 1 | 28:10 | 11     |
| 3.  | Türkei                  | 5  | 3 | 0   | 1   | 1 | 22:14 | 10     |
| 4.  | Republik China (Taiwan) | 5  | 2 | 0   | 0   | 3 | 16:25 | 6      |
| 5.  | Südafrika               | 5  | 2 | 0   | 0   | 3 | 13:18 | 6      |
| 6.  | Hongkong                | 5  | 0 | 0   | 0   | 5 | 03:38 | 0      |

Abkürzungen: Pl. = Platz, Sp = Spiele, S = Siege, OTS = Siege nach Verlängerung (Overtime) oder Penaltyschießen, OTN = Niederlagen nach Verlängerung oder Penaltyschießen, N = Niederlagen

Erläuterungen: Aufsteiger in die Division IIB, Absteiger in die Qualifikation zur Division III

### Division-III-Siegermannschaft
| Division-III-Aufsteiger Georgien | Kacha Ambrolowa, Semjon Charisow, Micheil Dawitaschwili, Witali Dumbadse, Grigori Filimonow, Amiran Geperidse, Sasa Gongadse, Andrei Ilienko, Giorgi Jeiranaschwili, Artjom Kosjulin, Artjom Kurbatow, Dawit Minasiani, Oliver Obolgogiani, Dawit Oganesiani, Gia Oganesiani, Michail Schalunow, Iwan Schartschow, Aleksandre Schuschunaschwili, Rewas Tsomaia, Aleksandre Wassiltschenko Trainer: Roland Swanidse |

### Auf- und Abstieg
| Absteiger in die Division III:                   | Luxemburg    |
| Aufsteiger in die Division IIB:                  | Georgien     |
| Absteiger in die Qualifikation zur Division III: | Hongkong     |
| Qualifikant für die Division III:                | Turkmenistan |

## Qualifikation zur Division III
Das Turnier der Qualifikation zur Division III wurde vom 25. bis 28. Februar 2018 in Sarajevo, der Hauptstadt von Bosnien und Herzegowina, ausgetragen. Die Spiele fanden in der 12.000 Zuschauer fassenden Olympiahalle Juan Antonio Samaranch statt. Insgesamt besuchten 3.020 Zuschauer die sechs Turnierspiele, was einem Schnitt von 503 pro Partie entspricht.
Die Qualifikation für die Division III sicherte sich in souveräner Manier die erstmals an einem Weltmeisterschaftsturnier teilnehmende turkmenische Nationalmannschaft. Nachdem sowohl die Turkmenen als auch die gastgebende Mannschaft Bosnien und Herzegowinas an den ersten beiden Turniertagen jeweils siegreich waren, trafen beide Teams im letzten Turnierspiel im direkten Duell aufeinander. Dort setzte sich Turkmenistan nach anfänglichen Schwierigkeiten klar durch und feierte den Aufstieg in die Division III. Die beiden einzigen arabischen WM-Teilnehmer aus den Vereinigten Arabischen Emiraten und Kuwait belegten den dritten und vierten Rang.
| 25. Februar 2018 16:00 Uhr (Ortszeit) | Turkmenistan | 4:0 (0:0, 1:0, 3:0) Spielbericht | Vereinigte Arabische Emirate | Olympiahalle Juan Antonio Samaranch, Sarajevo Zuschauer: 100 |

| 25. Februar 2018 20:00 Uhr | Kuwait | 1:8 (0:2, 0:3, 1:3) Spielbericht | Bosnien und Herzegowina | Olympiahalle Juan Antonio Samaranch, Sarajevo Zuschauer: 1.100 |

| 26. Februar 2018 16:00 Uhr | Kuwait | 2:24 (0:8, 0:7, 2:9) Spielbericht | Turkmenistan | Olympiahalle Juan Antonio Samaranch, Sarajevo Zuschauer: 110 |

| 26. Februar 2018 20:00 Uhr | Vereinigte Arabische Emirate | 1:6 (0:1, 1:2, 0:3) Spielbericht | Bosnien und Herzegowina | Olympiahalle Juan Antonio Samaranch, Sarajevo Zuschauer: 600 |

| 28. Februar 2018 9:00 Uhr | Vereinigte Arabische Emirate | 4:2 (1:1, 1:0, 2:1) Spielbericht | Kuwait | Olympiahalle Juan Antonio Samaranch, Sarajevo Zuschauer: 110 |

| 28. Februar 2018 20:30 Uhr | Bosnien und Herzegowina | 3:13 (3:1, 0:5, 0:7) Spielbericht | Turkmenistan | Olympiahalle Juan Antonio Samaranch, Sarajevo Zuschauer: 1.000 |

| Pl. |                              | Sp | S | OTS | OTN | N | Tore  | Punkte |
| --- | ---------------------------- | -- | - | --- | --- | - | ----- | ------ |
| 1.  | Turkmenistan                 | 3  | 3 | 0   | 0   | 0 | 41:05 | 9      |
| 2.  | Bosnien und Herzegowina      | 3  | 2 | 0   | 0   | 1 | 17:15 | 6      |
| 3.  | Vereinigte Arabische Emirate | 3  | 1 | 0   | 0   | 2 | 05:12 | 3      |
| 4.  | Kuwait                       | 3  | 0 | 0   | 0   | 3 | 05:36 | 0      |

Abkürzungen: Pl. = Platz, Sp = Spiele, S = Siege, OTS = Siege nach Verlängerung (Overtime) oder Penaltyschießen, OTN = Niederlagen nach Verlängerung oder Penaltyschießen, N = Niederlagen

Erläuterungen: Aufsteiger in die Division III

### Division-III-Qualifikant
| Division-III-Qualifikant Turkmenistan | Amangeldi Aganyýazow, Maksat Ataýew, Nikita Awdeýew, Şyhy Babaýew, Pawel Barkowskiý, Ýakut Berdiýew, Keremli Çaryýew, Çoli Dagdanow, Begenç Döwletmyradow, Ewald Gaýer, Arslan Geldimyradow, Ahmet Gurbanow, Döwlet Hydyrow, Meýlis Kulyýew, Rahman Myradow, Dmitriý Sawin, Döwlet Söýünow, Aleksandr Wahowskiý, Işan Weleýew, Ilýas Weliýew Trainer: Baýram Allaýarow |

### Auf- und Abstieg
| Absteiger in die Qualifikation zur Division III: | Hongkong     |
| Qualifikant für die Division III:                | Turkmenistan |